# Personaggi di Saint Seiya Ω

I protagonisti di Saint Seiya Ω

Nella serie Saint Seiya Ω vengono ripresi personaggi della serie TV degli anni '80 (visibilmente invecchiati) insieme ad altri completamente nuovi, a loro legati. Come nella serie classica ogni Saint indossa il proprio Cloth che rappresenta la sua costellazione protettrice, ma a differenza di tutte le altre serie, in questa essi non sono trasportati in uno scrigno detto Cloth Box assemblate a immagine della costellazione che rappresentano, ma vengono evocati attraverso delle gemme magiche chiamate ClothStones (クロストーン?, Kurosutōn). 

## Protagonisti

### Kouga di Pegasus
Kouga di Pegasus (天馬座の光牙?, Pegasus no Kōga) è il Bronze Saint appartenente alla costellazione di Pegaso, figlio adottivo di Saori Kido, nonché protagonista della storia. All'inizio della serie è restio a diventare un Saint ed è all'oscuro del fatto che Saori sia in realtà Atena. Quando Mars fa ritorno sulla Terra e rapisce la dea, Koga si unisce a un gruppo formato da Souma di Lionet, Ryuho di Dragon, Yuna di Aquila, Haruto di Wolf ed Eden di Orion per sgominare i piani del dio malvagio. Dopo aver affrontato molti nemici, tra cui i Gold Saint e lo stesso Mars, Kouga viene posseduto da Apsu, Dio dell'Oscurità, che vuole usare il giovane Saint di Pegaso come tramite per eliminare Atena. Grazie all'intervento di Seiya, però, riesce a liberarsi dal controllo di Apsu, sconfiggendo definitivamente il nemico. Dopo questa vittoria, Kouga combatte in prima fila contro i Pallasite, l'esercito della dea Pallas, che ha dichiarato guerra ad Atena. Nell'epilogo della serie, aiutato dall'energia di tutti gli altri Saint, Kouga tiene testa a Saturn, la vera mente dietro la guerra tra Atena e Pallas, contribuendo a riportare la pace sulla Terra.
Il suo nome in giapponese significa "Zanna di luce". Il suo elemento caratteristico è la luce, che gli è stato donato da Saori, ma possiede anche un cosmo d'oscurità, poiché è stato infettato dal meteorite richiamato da Medea sulla Terra. Come il suo predecessore, Seiya, Kouga è in grado di usare il Pegasasu Ryūseiken (ペガサス流星拳?), il Pegasus Suisei Ken (ペガサス 彗星 拳?) e il Pegasus Rolling Crush (ペガサスローリングクラッシュ?, Pegasasu Rōringu Kurasshu). Dispone anche di una tecnica inedita, chiamata Pegasus Senkō Ken (ペガサス閃光拳?), che consiste nel caricare il proprio pugno con il cosmo di luce e scagliarlo verso l'avversario. È doppiato in originale da Hikaru Midorikawa.

### Souma di Lionet
Souma di Lionet (仔獅子座の蒼摩?, Raionetto no Sōma) è il Bronze Saint appartenente alla costellazione del Leone Minore, nonché uno dei personaggi principali della storia. Souma è il figlio di Kazuma, il Silver Saint ucciso in battaglia da Sonia. Per questa ragione nutre un odio profondo per i Martian e non esita a unirsi a Kouga per sconfiggere Mars. Insieme a Kouga, Souma partecipa prima alla guerra contro Mars, poi combatte in prima fila contro i Pallasite, l'esercito della dea Pallas, e, nell'epilogo della serie, insieme a tutti i Saint, dona il suo cosmo a Kouga, impegnato a combattere contro Saturn.
Il suo nome in giapponese significa "Segno Blu". Indossa l'armatura che fu di Ban, totalmente ridisegnata e molto più coprente. Controlla l'elemento fuoco e ha lo stile di lotta di un pugile, come confermato anche dal suo colpo segreto, il Flame Desperado (フレイム・デスペラード?, Fureimu Desuperādo), che è una specie di diretto fiammeggiante. I suoi altri attacchi sono il Lionet Burning Fire (ライオネット・バーニングファイヤー?, Raionetto Bāningu Faiyā), che consiste in un vortice di fuoco che esplode attorno al bersaglio, il Lionet Bomber (ライオネットボンバー?, Raionetto Bonbā), ovvero la tecnica del suo predecessore Ban, il Lionet Explosion (ライオネット・エクスプロージョン?, Raionetto Ekusupurōjon), ovvero una sfera di fuoco da lanciare sull'avversario, il Lionet Flare Storm Bomber (ライオネット・フレアーストームボンバー?, Raionetto Fureā Sutōmu Bonbā), ovvero un grande meteorite di fuoco potenziato dall'elemento vento di Yuna, e infine il Lionet Burst Flame Bomber, una versione potenziata del Lionet Flare Storm Bomber. È doppiato in originale da Katsuyuki Konishi.

### Yuna di Aquila
Yuna di Aquila (鷲座のユナ?, Akuira no Yuna) è la Bronze Saint appartenente alla costellazione dell'Aquila, nonché uno dei personaggi principali della storia. Yuna è l'unica ragazza appartenente al gruppo dei protagonisti, allieva di Pavlin, Silver Saint del Pavone, e ha come obiettivo quello di diventare un grande Saint, dimostrando parallelamente anche insofferenza per le leggi che obbligano le donne Saint a portare una maschera. Non esita a unirsi a  Kouga prima nella lotta contro Mars e, successivamente, contro i Pallasite, l'esercito della dea Pallas. Nell'epilogo della serie, insieme a tutti i Saint, dona il suo cosmo a Kouga, impegnato a combattere contro Saturn.
Possiede l'elemento vento ed è abile nella lettura degli astri. I suoi colpi sono: Blast Typhoon (ブラスト・タイフーン?, Burasuto Taifūn), Divine Tornado (ディバイン・トルネード?, Dibain Tornēdo), Blast Scythe (ブラスト・サイス?, Burasuto Saizu), Aquila Spinning Predation (アクィラスピニングプレデーション?, Akuira Supinningu Puredēshon), Aquila Shining Blaster (アクィラ・シャイニング・ブラスター?, Akuira Shainingu Burasutā), Storm Tornado (ストームトルネード?, Sutōmu Torunēdo) e Aquila Fly Tornado (アクィラフライトルネード?, Akuira Furai Torunēdo). È doppiata in originale da Satsuki Yukino.

### Ryuho di Dragon
Ryūhō di Dragon (龍座の龍峰?, Doragon no Ryūhō) è il Bronze Saint appartenente alla costellazione del Dragone, figlio di Shiryu e Shunrei, nonché uno dei personaggi principali della storia. Alla sua prima apparizione viene considerato un guerriero fortissimo, apprezzato da tutti gli allievi della Palaestra. Il suo obbiettivo è quello di guarire il padre Shiryu, impossibilitato a combattere dopo uno scontro con Mars. Di conseguenza non esita a unirsi a Kouga nella lotta contro la malvagia divinità. Inoltre, nella seconda parte della serie, combatte al fianco del padre contro i Pallasite, l'esercito della dea Pallas, e, nell'epilogo della serie, insieme a tutti i Saint, dona il suo cosmo a Kouga, impegnato a combattere contro Saturn.
Il suo nome letteralmente significa "Picco del Drago", mentre il suo elemento è l'acqua. Le sue tecniche sono: Rozan Shō Ryū Ha (廬山昇龍覇?), Sui Hakkei (水発勁?), Kyōka Suigetsu (鏡花水月?), Meikyō Shisui (明鏡止水?), Rozan Hyaku Ryū Ha (廬山百龍覇?), Suiryū Enbu (隋リュウエンブ?, Sui Ryū Enbu), Rozan Senryūha (廬山千龍覇?). È doppiato in originale da Tetsuya Kakihara.

### Haruto di Wolf
Haruto di Wolf (狼座の栄斗?, Urufu no Haruto) è il Bronze Saint appartenente alla costellazione del Lupo. Proviene da una famiglia di ninja e usa colpi che si basano su una fusione di ninjutsu e le tecniche dei Saint, e ha un carattere calmo e riflessivo. Ha ereditato la sua armatura dal fratello affettivo Yoshitomi, ucciso in battaglia da Tokisada. Insieme a Kouga, Haruto partecipa prima alla guerra contro Mars, poi combatte in prima fila contro i Pallasite, l'esercito della dea Pallas, e, nell'epilogo della serie, insieme a tutti i Saint, dona il suo cosmo a Kouga, impegnato a combattere contro Saturn.
Il suo nome significa "Scatola di Prosperità" in giapponese. Nonostante il suo elemento sia la terra, Haruto possiede attacchi di fuoco e di acqua: 
- Arte Ninja della Scuola Fuji - Tecnica della Sostituzione (富士流忍法・変わり身の術?, Fujiryū Ninpō - Kawarimi no jutsu), senza farsi notare, si nasconde sostituendosi con un tronco di legno.
- Arte Ninja della Scuola Fuji - Tecnica di Fuga col Metallo (富士流忍法・金遁の術?, Fujiryū Ninpō - Kinton no Jutsu), tramite una corda fa cadere una forchetta da un muro a cui l'aveva piantata, allo scopo di distrarre i nemici.
- Arte Ninja della Scuola Fuji - Tecnica di Fuga col Fuoco (富士流忍法・火遁の術?, Fujiryū Ninpō - Katon no Jutsu), una bomba fumogena.
- Arte Ninja della Scuola Fuji - Tecnica di Fuga colla Terra (富士流忍法・土遁の術?, Fujiryū Ninpō - Doton no Jutsu), solleva un muro di terra per nascondersi dietro a esso.
- Rocce cruciformi distruttive (十文字岩石崩し?, Jūmonji Ganseki Kuzushi), crea degli shuriken di roccia che volano contro il nemico.
- Flusso Libero del Drago Blu (青龍鉄砲水?, Seiryū Teppōmizu), lancia un getto d'acqua ad alta pressione contro il nemico.
- Danza delle Fiamme - Percussione (火炎の舞・乱れ打ち?, Kaen no Mai - Midareuchi) lancia diverse piccole bombe contro il nemico.
- Tecnica Segreta della Scuola Fuji - Distruzione del ruggito del Lupo Celeste ( 富士流秘伝・咆哮天狼崩し?, Fujiryū Hiden - Hōkō Tenrō Kuzushi), spacca il terreno sollevando numerose rocce che vengono poi lanciate addosso al nemico.
- Fuga con la terra - Formazione delle Zanne Gemelle del Lupo Ululante (土遁・双牙咆狼陣?, Doton - Sōga Horō Jin), crea con il terreno la testa di un enorme lupo che travolge e inghiotte il nemico.

È doppiato in originale da Tatsuhisa Suzuki.

### Eden di Orion
Eden di Orion (オリオン座のエデン?, Orion no Eden) è il Bronze Saint appartenente alla costellazione di Orione, nonché figlio di Mars e Medea e, di conseguenza, fratellastro di Sonia. Fin dalla tenera età è stato addestrato severamente da Mikene di Leo allo scopo di diventare un Saint fortissimo. Di conseguenza disprezza la debolezza e il suo obbiettivo è quello di diventare sempre più forte. Inizialmente dalla parte del padre Mars, nel prosieguo della serie Eden ripudia il piano del genitore (che vuole prosciugare l'energia della Terra e trasferirla su Marte, pianeta che dovrà essere governato da Eden stesso), e si unisce al gruppo di Kouga. Dopo la sconfitta di Mars, Eden, su ordine di Atena, si infiltra come spia nei Pallasite, l'esercito della dea Pallas, assumendo temporaneamente il titolo di Edén della Clava "Impulse Mace" (クラブインパルス・メイスのエデン?, Kurabu Inparusu Meisu no Eden). Partecipa poi alla guerra contro Pallas e, nell'epilogo della serie, insieme a tutti i Saint, dona il suo cosmo a Kouga, impegnato a combattere contro Saturn.
Il suo nome, di origine biblica, riprende chiaramente il nome del giardino dell'Eden, mentre il suo elemento è il fulmine. Il suo colpo principale è Folgore Renaissance (フォルゴーレ・ルネッサンス?, Forugōre Runessansu), con cui è capace di fulminare i propri avversari. È doppiato in originale da Jun'ichi Suwabe.

## Personaggi tratti dalla serie classica

### Seiya del Sagittario
Seiya del Sagittario (射手座の星矢?, Sajitariasu no Seiya) è il Gold Saint appartenente alla costellazione del Sagittario, oltre che il leggendario Bronze Saint di Pegaso. All'inizio della serie è sparito misteriosamente dopo aver affrontato Mars, che aveva tentato di attaccare Atena e il piccolo Koga. Nel prosieguo della serie si scopre che è stato imprigionato sul pianeta Marte. Dopo il ritorno di Abzu, Seiya viene liberato e, insieme ai protagonisti, riesce a sconfiggere una volta per tutte la divinità malvagia. È doppiato in originale da Tōru Furuya.

### Saori Kido
Saori Kido (城戸 沙織?, Kido Saori) è la reincarnazione della Dea Atena (女神アテナ?, Megami Athena), divinità greca della guerra e della sapienza, reincarnatasi per proteggere la Terra dal male. Dopo il primo attacco di Mars e la misteriosa scomparsa di Seiya, Saori è stata colpita da una maledizione scagliatale dal nemico e si è ritirata su un'isola con Shaina e il fido maggiordomo della famiglia Kido Tatsumi, per crescere e allenare il bambino Koga. È doppiato in originale da Shōko Nakagawa.

### Shiryu di Libra
Shiryū di Libra (天秤座の紫龍?, Raibura no Shiryū) è il Gold Saint appartenente alla costellazione della Bilancia, oltre che il leggendario Bronze Saint del Dragone e padre di Ryuho. Dopo lo scontro con Mars è stato maledetto da quest'ultimo, riportando ferite che gli impediscono di bruciare il cosmo. Nonostante abbia perso tutti i cinque sensi è comunque riuscito ad allenare il figlio Ryuho per farlo diventare il nuovo Bronze Saint del Dragone. Dopo la sconfitta di Mars, Shiryu partecipa alla guerra contro Pallas, ritornando a combattere al fianco di Atena. Inoltre, dopo la dipartita di Genbu, ritorna a indossare il Gold Cloth della Bilancia. È doppiato in originale da Ken Narita.

### Shun di Andromeda
Shun di Andromeda (アンドロメダ座の瞬?, Andoromeda no Shun) è il leggendario Bronze Saint appartenente alla costellazione di Andromeda. Dopo lo scontro con Mars è stato maledetto da quest'ultimo, riportando ferite che gli impediscono di bruciare il cosmo. Appare per la prima volta aiutando i protagonisti contro Miguel dei Cani da Caccia. In questa occasione si scopre che è diventato il medico di un villaggio in Medio Oriente. Dopo la sconfitta di Mars, Shun partecipa alla guerra contro Pallas, ritornando a combattere al fianco di Atena. È doppiato in originale da Hiroshi Kamiya.

### Hyoga del Cigno
Hyoga del Cigno (白鳥星座の氷河?, Cygnus no Hyoga) è il leggendario Bronze Saint appartenente alla costellazione del Cigno. Dopo lo scontro con Mars è stato maledetto da quest'ultimo, riportando ferite che gli impediscono di bruciare il cosmo. Appare per la prima volta nella Caverna del Lamento, aiutando Koga a reagire dopo la sconfitta contro Eden. Dopo la sconfitta di Mars, Hyoga partecipa alla guerra contro Pallas, ritornando a combattere al fianco di Atena. È doppiato in originale da Mamoru Miyano.

### Ikki di Phoenix
Ikki di Phoenix (鳳凰星座の一輝?, Phoenix no Ikki) è il leggendario Bronze Saint appartenente alla costellazione della Fenice. Prima della guerra tra Atena e Pallas, Ikki ha combattuto contro Aegaeon e, al termine dello scontro, ha riportato diverse ferite. Decide così di recarsi nel vulcano dell'isola di Kanon per guarire e ciò lo porta ad astenersi per diverso tempo dalle battaglie contro i Pallasite. Ritorna sul campo di battaglia nel finale della serie e sconfigge Aegaeon, un Pallasite di prima classe. È doppiato in originale da Tomokazu Sugita.

### Altri

#### Shaina dell'Ofiuco
Shaina dell'Ofiuco (蛇遣い星座のシャイナ?, Ophiuchus no Shaina) è la Silver Saint appartenente alla costellazione dell'Ofiuco, oltre che guardia del corpo di Saori e maestra di Koga nel primissimo episodio. È doppiata in originale da Mami Koyama.

#### Jabu
Jabu è l'ex Bronze Saint appartenente alla costellazione dell'Unicorno che, dopo aver abbandonato l'investitura, si è ritirato a vita tranquilla in un ranch. Successivamente ritorna a combattere e, per l'occasione, diventa uno Steel Saint, indossando un'armatura d'acciaio personalizzata, dalle forme simili a quelle originali della sua corazza di bronzo. È doppiato in originale da Takeshi Kusao.

#### Ichi dell'Idra
Ichi dell'Idra (海ヘビ星座の市?, Hydra no Ichi) è il Bronze Saint appartenente alla costellazione dell'Idra. All'inizio della serie è uno degli studenti della Palaestra, ma nel prosieguo della storia tradisce Atena e si unisce temporaneamente a Mars, che gli affida il Silver Cloht dell'Idra Maschio. Si trova ad affrontare Kouga, che riesce a sconfiggerlo. Pentitosi delle sue azioni, Ichi ritorna dalla parte di Atena, abbandonando contemporaneamente il suo Silver Cloth per tornare al suo Bronze Cloth originale. È doppiato in originale da Masaya Onozaka.

#### Geki
Geki dell'Orsa (大熊星座の檄?, Bear no Geki) è l'ex Bronze Saint appartenente alla costellazione dell'Orsa Maggiore. All'inizio della serie è istruttore della Palestra, la scuola per i futuri Saint di Atena. Successivamente diventa uno Steel Saint, indossando un'armatura d'acciaio personalizzata, dalle forme simili a quelle originali della sua corazza di bronzo. È doppiato in originale da Kiyoyuki Yangta.

#### Nachi
Nachi del Lupo (狼星座の那智?, Wolf no Nachi) è l'ex Bronze Saint appartenente alla costellazione del Lupo. Insieme a Ban diventa l'istruttore dei nuovi Steel Saint. Successivamente diventa lui stesso uno Steel Saint, indossando un'armatura d'acciaio personalizzata, dalle forme simili a quelle originali della sua corazza di bronzo. È doppiato in originale da Satoshi Shimada.

#### Ban
Ban del Leone Minore (子獅子星座の蛮?, Lionet no Ban) è l'ex Bronze Saint appartenente alla costellazione del Leone Minore. Insieme a Nachi diventa l'istruttore dei nuovi Steel Saint. Successivamente diventa lui stesso uno Steel Saint, indossando un'armatura d'acciaio personalizzata, dalle forme simili a quelle originali della sua corazza di bronzo. È doppiato in originale da Toru Inada.

#### Shunrei
Shunrei (春麗?) è la madre di Ryuhou e moglie di Shiryu. È doppiata in originale da Konami Yoshida.

## Saint di Atena

### Bronze Saint
| N. | Bronze Saint              | Costellazione          | Elemento       |
| -- | ------------------------- | ---------------------- | -------------- |
| 1  | Kouga                     | Pegaso                 | Luce e tenebra |
| 2  | Soma                      | Leone Minore           | Fuoco          |
| 3  | Yuna                      | Aquila (costellazione) | Vento          |
| 4  | Ryuho                     | Dragone                | Acqua          |
| 5  | Eden                      | Orione                 | Fulmine        |
| 6  | Haruto, Yoshitomi         | Lupo                   | Terra          |
| 7  | Hyoga                     | Cigno                  | Acqua          |
| 8  | Shun                      | Andromeda              | Vento          |
| 9  | Ikki                      | Fenice                 | Sconosciuto    |
| 10 | Ichi                      | Idra                   | Sconosciuto    |
| 11 | Kitalpha, Celeris, Subaru | Cavallino              | Sconosciuto    |
| 13 | Spear                     | Dorado                 | Acqua          |
| 14 | Mirapolos                 | Lince                  | Vento          |
| 15 | Argo                      | Pesce Volante          | Acqua          |
| 16 | Komachi                   | Gru                    | Terra          |
| 17 | Hook                      | Compasso               | Terra          |
| 18 | Luciano                   | Regolo                 | Fulmine        |
| 19 | Dali                      | Corona Boreale         | Vento          |
| 20 | Arné                      | Lepre                  | Acqua          |
| 21 | Güney                     | Delfino                | Acqua          |
| 22 | Gray                      | Colomba                | Fuoco          |
| 23 | Paradise                  | Uccello del Paradiso   | Vento          |
| 24 | Rudolph                   | Renna                  | Vento          |

#### Spear del Dorado
Spear del Dorado (カジキ座のスピア?, Dorado no Supia) è il Bronze Saint appartenente alla costellazione del Dorado. È capo di un gruppetto a cui appartengono anche Gray e Rudolph. Ha un carattere arrogante e inizialmente si diverte a prendere in giro Yuna per il fatto che deve portare una maschera. Il suo elemento è l'acqua, mentre il suo colpo segreto è lo Swordfish Cutter (ソードフィッシュカッタ?, Sōdofisshu Katta), ovvero una croce di acqua e cosmo. È doppiato in originale da Yusei Oda.

#### Rudolph della Renna
Rudolph della Renna (トナカイ座のルドルフ?, Karibū no Rudorufu) è il Bronze Saint appartenente alla costellazione della Renna, oltre che amico di Spear e Gray. Il suo elemento è il vento, mentre il suo nome e la sua costellazione sono un chiaro riferimento a Rudolph, la famosa renna di Babbo Natale. È doppiato in originale da Yasuhiko Tokuyama.

#### Gray della Colomba
Gray di Colomba (鳩座のグレイ?, Koronba no Gurei) è il Bronze Saint appartenente alla costellazione della Colomba, oltre che amico di Spear e Rudolph. Il suo elemento è il fuoco. È doppiato in originale da Kōta Nemoto.

#### Luciano del Regolo
Luciano del Regolo (定規座のルチアーノ?, Jōgi no Ruchiāno) è il Bronze Saint appartenente alla costellazione del Regolo. Il suo elemento è il fulmine. È doppiato in originale da Shunzō Miyasaka.

#### Arné della Lepre
Arné della Lepre (ウサギ座のアルネ?, Usagi-za no Arune) è la Bronze Saint appartenente alla costellazione della Lepre, oltre che amica di Yuna e Komachi. Il suo elemento è l'acqua. È doppiata in originale da Kozue Kamada.

#### Komachi della Gru
Komachi della Gru (鶴座の小町?, Kurein no Komachi) è la Bronze Saint appartenente alla costellazione della Gru, oltre che amica di Yuna e Arné. Il suo elemento è la terra. È doppiata in originale da Umeka Shōji.

#### Argo del Pesce Volante
Argo del Pesce Volante (飛魚座のアルゴ?, Volans no Arugo) è il Bronze Saint appartenente alla costellazione del Pesce Volante. Arrogante, spesso ai limiti della cattiveria, e talmente accecato dal disprezzo da perdere di vista i veri ideali di Atena, Argo mostra da subito una forte antipatia verso Soma, figlio del defunto Kazuma della Croce del Sud, e non manca di deriderne la morte e la successiva fama di debole. Durante il torneo indetto dalla Palaestra, il Saint Fight, Argo, disposto a tutto pur di vincere, crea una frusta d'acqua per gettare Soma nel fiume, obbligando Koga a tuffarsi per salvarlo. Questo suo comportamento scorretto non passa inosservato a Geki, uno degli insegnanti della Palaestra, che decide di squalificare dal torneo il giovane Saint del Pesce Volante.
Argo possiede come elemento l'acqua, e può manipolarne la forma per creare barriere difensive, fruste o forme più complesse, come il pesce volante che è il suo simbolo. È inoltre in grado di camminare sull'acqua. È doppiato in originale da Nobutoshi Canna.

#### Hook del Compasso
Hook del Compasso (コンパス座のフック?, Conpasu no Fukku) è il Bronze Saint appartenente alla costellazione del Compasso, oltre che primo avversario sconfitto da Koga nel torneo indetto dalla Palaestra, il Saint Fight. Qualche giorno dopo il torneo, quando Mars attacca la Palaestra, Hook e gli altri allievi vengono catturati e imprigionati in una colonna di cristallo all'interno della Torre di Babele, eretta da Mars al posto del Grande Tempio. Dopo la caduta di Mars, Hook partecipa alla guerra tra Atena e Pallas e, nell'epilogo della serie, insieme a tutti i Saints, dona il suo cosmo a Koga, impegnato a combattere contro Saturno.
Il suo elemento è la terra, mentre il suo colpo segreto è il Grand Needle, che gli permette di far emergere dal terreno degli spuntoni di roccia (verticali o obliqui) con cui sorprendere e investire il nemico. È doppiato in originale da Yūsuke Numata.

#### Dali della Corona Boreale
Dali di Corona Boreale (冠座のダリ?) è il Bronze Saint appartenente alla costellazione della Corona Boreale, oltre che primo avversario sconfitto da Eden nel torneo indetto dalla Palaestra, il Saint Fight. Dopo la caduta di Mars partecipa alla guerra tra Atena e Pallas e, nell'epilogo della serie, insieme a tutti i Saints, dona il suo cosmo a Koga, impegnato a combattere contro Saturno.
Il suo elemento è il vento. Pur non essendo particolarmente forte, si dice sia dotato di una discreta difesa ed è ritenuto un guerriero completo.

#### Guney del Delfino
Güney del Delfino (イルカ座のギュネイ?, Derufinesu no Gyunei) è il Bronze Saint appartenente alla costellazione del Delfino. Nel torneo indetto dalla Palaestra, il Saint Fight, Guney riesce a superare il primo turno e ad accedere ai quarti di finale, dove viene sconfitto da Yuna dell'Aquila. Qualche giorno dopo il torneo, quando Mars attacca la Palaestra, Guney e gli altri allievi vengono catturati e imprigionati in una colonna di cristallo all'interno della Torre di Babele, eretta da Mars al posto del Grande Tempio. Dopo la caduta di Mars, Guney partecipa alla guerra tra Atena e Pallas e, nell'epilogo della serie, insieme a tutti i Saints, dona il suo cosmo a Koga, impegnato a combattere contro Saturno.
Il suo elemento è l'acqua, mentre la sua tecnica è il Delfinus Bomb (デルフィネス・ボム?, Derufinesu Bomu): sollevando una mano, concentra una grossa quantità di acqua in un globo più grande degli altri, che esplode a contatto con il bersaglio. È doppiato in originale da Hiromu Miyazaki.

#### Paradise dell'Uccello del Paradiso
Paradise dell'Uccello del Paradiso (風鳥座のパラダイス?, Apusu no Paradaisu) è il Bronze Saint appartenente alla costellazione dell'Uccello del Paradiso. Nel torneo indetto dalla Palaestra, il Saint Fight, Paradise riesce a superare il primo turno e ad accedere ai quarti di finale, dove viene sconfitto da Eden di Orione. Qualche giorno dopo il torneo, quando Mars attacca la Palaestra, Paradise e gli altri allievi vengono catturati e imprigionati in una colonna di cristallo all'interno della Torre di Babele, eretta da Mars al posto del Grande Tempio. Dopo la caduta di Mars, Paradise partecipa alla guerra tra Atena e Pallas e, nell'epilogo della serie, insieme a tutti i Saints, dona il suo cosmo a Koga, impegnato a combattere contro Saturno.
Il suo elemento è il vento, mentre la sua tecnica è il Typhoon Bullett. È doppiato in originale da Ryūsuke Kanemoto.

#### Yoshitomi del Lupo
Yoshitomi del Lupo (狼座の芳臣?, Urufu no Yoshitomi) è il Bronze Saint appartenente alla costellazione del Lupo, oltre che fratello affettivo di Haruto. Viene ucciso da Tokisada dell'Orologio, in quanto aveva scoperto la cospirazione dei Martians in atto alla Palaestra. Successivamente la sua armatura viene ereditata da Haruto.
Il suo elemento è la terra, mentre le sue tecniche sono: lo Jūmonji Ganseki e l'Hoko Tenro Kuzushi (le stesse usate da Haruto). È doppiato in originale da Tsuyoshi Takeshita.

#### Mirapolos della Lince
Mirapolos della Lince (山猫 座 の ミ ラ ポ ロ ス?, Rinkusu no Miraporosu) è il Bronze Saint appartenente alla costellazione della Lince, nonché amico di Ryuho del Dragone. Compare solo in alcuni flashback, nei quali rivela di essere diventato un Saint allo scopo di rimuovere la povertà dal mondo e di aspirare al grado di Gold Saint. Durante un combattimento viene sconfitto da Ryuho e, a causa di questa umiliazione, lascia la Palaestra per non farvi più ritorno, venendo dato per morto da tutti.
Il suo elemento è il vento. La sua corazza è dotata di artigli sulle dita, per gli scontri ravvicinati, che possono allungarsi per permettergli di lanciare il suo colpo segreto, il Lynx Arrow. È doppiato in originale da Yūki Tai.

#### Kitalpha di Equuleus
Kitalpha di Equuleus (小馬座（エクレウス のキタルファ?, Ekureusu no Kitarufa) è il Bronze Saint appartenente alla costellazione del Cavallino. Appare solo in alcuni flashback, nel quale viene presentato come un Saint girovago che porta soccorso ai bisognosi. Arrivato a Pallas Belda, città conquistata dai Pallasite, soldati della dea Pallas, Kitalpha si sacrifica per salvare un ragazzo di nome Celeris e la sua piccola amica Selene da un enorme plotone di nemici. Prima di morire, Kitalpha riconosce il coraggio del primo e lo nomina suo successore per l'armatura di Equuleus.
Il suo elemento è sconosciuto, mentre il colpo segreto di Kitalpha è la Supernova Explosion Maximum, una tecnica dall'alto potenziale distruttivo ma fatale anche per chi la esegue. Consiste nel creare un'enorme sfera di plasma incandescente, simile a un piccolo sole, e a farla esplodere colpendola o lanciandola contro i nemici. È doppiato in originale da Yūki Tai.

#### Celeris di Equuleus
Celeris di Equuleus (小馬座（エクレウス）のケレリス?, Ekureusu no Kererisu) è il Bronze Saint appartenente alla costellazione del Cavallino, oltre che successore di Kitalpha. Dopo la morte di quest'ultimo, Celeris eredita l'armatura di Equuleus, combattendo a costo della vita contro Hata della Daga. Prima di morire, proprio come Kitalpha aveva fatto con lui, decide di nominare il proprio successore: la scelta ricade sul giovane Subaru.
Il suo elemento è sconosciuto,, mentre il suo colpo segreto è lo stesso di Kitalpha, la Supernova Explosion Maximum. È doppiato in originale da Yoshito Yasuhara.

### Silver Saint
| N. | Silver Saint      | Costellazione  | Elemento    |
| -- | ----------------- | -------------- | ----------- |
| 1  | Shaina (Tisifone) | Ofiuco         | Fulmine     |
| 2  | Kazuma            | Croce del Sud  | Fuoco       |
| 3  | Johan             | Corvo          | Vento       |
| 4  | Miguel            | Cani da Caccia | Terra       |
| 5  | Fly               | Mosca          | Vento       |
| 6  | Pavlín            | Pavone         | Acqua       |
| 7  | Almaaz            | Auriga         | Sconosciuto |
| 8  | Balazo            | Reticolo       | Sconosciuto |
| 9  | Sham              | Freccia        | Sconosciuto |
| 10 | Michelangelo      | Bulino         | Terra       |
| 11 | Ichi              | Idra Maschio   | Sconosciuto |
| 12 | Dore              | Cerbero        | Fuoco       |
| 13 | Mirfak            | Perseo         | Terra       |
| 13 | Tokisaba          | Orologio       | Vento       |
| 14 | Ennead            | Scudo          | Terra       |
| 15 | Bartschius        | Giraffa        | Terra       |
| 16 | Menkar            | Balena         | Acqua       |
| 16 | Bayer             | Boote          | Fuoco       |

#### Kazuma della Croce del Sud
Kazuma della Croce del Sud (南十字座の一摩?, Sazan kurosu no Kazuma) è il Silver Saint appartenente alla costellazione della Croce del Sud, oltre che il padre di Soma, uno dei protagonisti della serie. Padre amorevole e di animo gentile, Kazuma è un personaggio molto marginale, che compare solo in alcuni flashback, essendo stato ucciso da Sonia di Hornet durante la prima guerra tra Atena e Mars. Possiede l'elemento fuoco, mentre sono sconosciute le sue tecniche. È doppiato in originale da Toshio Furukawa.

#### Johan del Corvo
Johan del Corvo (烏星座（クロウ）のヨハン?, Kurou no Yohan) è il Silver Saint appartenente alla costellazione del Corvo, oltre che successore di Jamian. Insieme a Miguel viene reclutato da Sonia di Hornet per inseguire Koga e i suoi amici e recuperare Aria. Personaggio schietto e serio, oltre che fiero del proprio rango di Silver Saint e della propria armatura, viene sconfitto in combattimento da Yuna, che riesce a notare un punto debole nella sua difesa. Dato per morto dopo questa vicenda, Johan riappare tempo dopo al servizio di Atena, partecipando alla guerra tra quest'ultima e Pallas. Nell'epilogo della serie, insieme a tutti i Saints, dona il suo cosmo a Koga, impegnato a combattere contro Saturno.
Il suo elemento è il vento, e le sue tecniche sono il Wind Jammer, che è estremamente simile al Barriera d'Argento di Misty, ovvero una barriera d'aria che devia gli assalti nemici, e il Wind Trigger, che è sostanzialmente un tornado. Tra i due, il Wind Jammer è più potente ed efficace, capace di parare anche due colpi segreti contemporaneamente, ma a costo di oscurare per un attimo la visione di Johan, rendendolo vulnerabile. È doppiato in originale da Kentarō Itō.

#### Miguel dei Cani da Caccia
Miguel dei Cani da Caccia (猟犬星座（ハウンド）のミゲル?, Haundo no Migeru) è il Silver Saint appartenente alla costellazione dei Cani da Caccia, oltre che successore di Asterion. Insieme a Johan viene reclutato da Sonia di Hornet per inseguire Koga e i suoi amici e recuperare Aria. Personaggio aggressivo, orgoglioso, che combatte più per sé stesso che per Atena, viene sconfitto dagli sforzi combinati di Shun, Ryuhou e Koga. Dato per morto dopo questa vicenda, Miguel riappare tempo dopo al servizio di Atena, partecipando alla guerra tra quest'ultima e Pallas. Nell'epilogo della serie, insieme a tutti i Saints, dona il suo cosmo a Koga, impegnato a combattere contro Saturno.
Miguel possiede la capacità di sentire l'odore del cosmo. Il suo elemento è la terra, ma utilizza anche tecniche energetiche quasi identiche a quelle di Marin dell'Aquila. I suoi colpi segreti sono il Ground Fang, con cui spara una roccia dal sottosuolo, la Ground Wave, con cui genera appunto uno smottamento simile a un'onda, il Ground Fang Gran Finale, versione potenziata del Ground Fang normale con cui lancia cinque rocce al posto di una, e l'Hound Hollow, che è praticamente la tecnica principale di Marin, ovvero un calcio volante con il cosmo concentrato nella gamba. È doppiato in originale da Yasunori Matsumoto.

#### Fly della Mosca
Fly della Mosca (銀蝿座のフライ?, Musuka no Furai) è il Silver Saint appartenente alla costellazione della Mosca, oltre che successore di Dio. Viscido e opportunista, interessato solo al guadagno personale e non ad Atena, ha conquistato il rango di Silver Saint uccidendo altri Saint e tributando i loro Cloth a Mars come segno di fedeltà. Reputandolo abbastanza utile, Sonia di Hornet lo pone a difesa del nucleo del vento, uno dei cinque nuclei di cosmo che potenziavano la Torre di Babele eretta da Mars. Bramoso di conquistare un giorno la carica di Gold Saints, Fly accetta l'incarico, venendo ucciso in combattimento da Koga.
Il suo elemento è il vento, mentre le sue tecniche sono: il Fly Slider, con cui ruota su sé stesso e prende il nemico a panciate, e il ben più insidioso Sand Virus, con cui Fly soffia letteralmente virus e batteri sul nemico, infettandolo immediatamente. È doppiato in originale da Kōzō Shioya.

#### Pavlín del Pavone
Pavlín del Pavone (孔雀座（ピーコック）のパヴリーン?, Pīkokku no Pavurīn) è la Silver Saint appartenente alla costellazione del Pavone, oltre che l'insegnante di Yuna, uno delle protagoniste della serie. Dopo la sconfitta di Johan, Miguel e Fly, Pavlín, apparentemente passata dalla parte di Mars, chiede il permesso a Sonia di Hornet di occuparsi di Koga e dei suoi amici. Sonia acconsente e la invia all'inseguimento dei protagonisti. Durante la missione, Pavlín si ritrova faccia a faccia con Yuna ed esorta quest'ultima ad affrontarla. Alla fine della battaglia, che vede Yuna vincitore, Pavlín si complimenta con l'allieva, dando a intendere di averla solo messa alla prova e di non essere passata dalla parte di Mars. In quel momento però sopraggiungono tre Silver Saint, Sham, Balazo e Almaaz, che accusano Pavlín di tradimento. Disposta a tutto pur di mettere al sicuro l'allieva, Pavlín decide di sacrificare la sua vita, affrontando da sola i tre Silver Saints, e morendo poco dopo insieme a questi ultimi.
Il suo elemento è l'acqua e le sue tecniche sono l'Īki Pieria e il Peacock Blizzard. Il suo nome (in cirillico павлин, traslitterato in giapponese in Paburin) significa appunto "pavone". È doppiata in originale da Ai Orikasa.

#### Almaaz dell'Auriga
Almaaz di Auriga (御者座のアルマーズ?, Auriga no Arumāzu) è il Silver Saint appartenente alla costellazione dell'Auriga, oltre che successore di Capella. Insieme a Sham e Balazo viene incaricato da Sonia di Hornet di tenere d'occhio Pavlín, incaricata di uccidere Koga, Yuna e gli altri Bronze Saints protagonisti. Quando si accorgono che Pavlín non sta facendo sul serio ma sta solo mettendo alla prova Yuna, i tre escono allo scoperto e accusano la loro parigrado di tradimento, per poi gettarsi all'attacco delle due Saints. Disposta a tutto pur di mettere al sicuro l'allieva, Pavlín decide di sacrificare la sua vita, affrontando da sola i tre Silver Saints, e morendo poco dopo insieme a questi ultimi.
Almaaz ha un ruolo marginale nella storia e, di conseguenza, non si conoscono né il suo elemento né i suoi colpi segreti. Nella serie classica l'armatura dell'Auriga era armata con due dischi rotanti, ma non se ne scorge traccia in questa versione, e Almaaz combatte solo a mani nude o con il cosmo. Il suo nome deriva da "Almaaz", la quinta stella più luminosa nella costellazione dell'Auriga. È doppiato in originale da Daisuke Matsubara.

#### Balazo del Reticolo
Balazo del Reticolo (レ チ ク ル 座 の バ ラ ー ゾ?, Rechikuru-za no Barāzo) è il Silver Saint appartenente alla costellazione del Reticolo. Insieme a Sham e Almaaz viene incaricato da Sonia di Hornet di tenere d'occhio Pavlín, incaricata di uccidere Koga, Yuna e gli altri Bronze Saints protagonisti. Quando si accorgono che Pavlín non sta facendo sul serio ma sta solo mettendo alla prova Yuna, i tre escono allo scoperto e accusano la loro parigrado di tradimento, per poi gettarsi all'attacco delle due Saints. Disposta a tutto pur di mettere al sicuro l'allieva, Pavlín decide di sacrificare la sua vita, affrontando da sola i tre Silver Saints, e morendo poco dopo insieme a questi ultimi.
Balazo ha un ruolo marginale nella storia e, di conseguenza, non si conoscono né il suo elemento né i suoi colpi segreti. È doppiato in originale da Gou Takahashi.

#### Sham della Freccia
Sham della Freccia (矢 座 の シ ャ ム?, Sajitta no Shamu) è il Silver Saint appartenente alla costellazione della Freccia, oltre che successore di Tramy. Insieme a Balazo e Almaaz viene incaricato da Sonia di Hornet di tenere d'occhio Pavlín, incaricata di uccidere Koga, Yuna e gli altri Bronze Saints protagonisti. Quando si accorgono che Pavlín non sta facendo sul serio ma sta solo mettendo alla prova Yuna, i tre escono allo scoperto e accusano la loro parigrado di tradimento, per poi gettarsi all'attacco delle due Saints. Disposta a tutto pur di mettere al sicuro l'allieva, Pavlín decide di sacrificare la sua vita, affrontando da sola i tre Silver Saints, e morendo poco dopo insieme a questi ultimi.
Sham ha un ruolo marginale nella storia e, di conseguenza, non si conosce il suo elemento. L'unica sua abilità conosciuta è quella di lanciare "frecce" luminose. Il suo nome, che significa "freccia" in arabo, deriva da "Sham", una delle stelle che compongono la costellazione della Freccia. È doppiato in originale da Hiroshi Okamoto.

#### Michelangelo del Bulino
Michelangelo del Bulino (彫刻具座（カエルム）のミケランジェロ?, Kaerumu no Mikeranjero) è il Silver Saint appartenente alla costellazione del Bulino. Viene posto a guardia del nucleo della Terra, uno dei cinque nuclei di cosmo che potenziavano la Torre di Babele eretta da Mars. Aiutato dal neo Silver Saint Ichi e dai suoi golem, Michelangelo riesce a mettere in difficoltà Koga e i suoi amici, almeno fino all'intervento di Haruto, che cambia le sorti della battaglia. Il Bronze Saint del Lupo, infatti, riesce a trovare la posizione del nucleo della Terra e a distruggere i golem che lo difendevano. Senza più difese, Michelangelo, che non ama combattere e trae gioia solo dall'animare le sue creazioni, decide allora di andarsene, permettendo ad Aria e Haruto di distruggere il nucleo. Scomparso nel nulla dopo questa vicenda, Michelangelo riappare tempo dopo al servizio di Atena, partecipando alla guerra tra quest'ultima e Pallas. Nell'epilogo della serie, insieme a tutti i Saints, dona il suo cosmo a Koga, impegnato a combattere contro Saturno.
Il suo elemento è la terra, mentre la sua tecnica è il Colossus Live, che gli permette di creare dei golem, guardiani di pietra che può controllare a suo piacimento e usarli per attaccare i nemici. Il suo nome potrebbe far riferimento a Michelangelo Buonarroti, scultore, pittore, architetto e poeta italiano. È doppiato in originale da Bin Shimada.

#### Dore di Cerbero
Dore di Cerbero (地獄の番犬座のドーレ?, Keruberosu no Dōre) è il Silver Saint appartenente alla costellazione di Cerbero, oltre che successore di Dante. Fin dalla sua prima apparizione afferma di credere che la giustizia stia dalla parte di chi detiene il potere, rivelando inoltre di essere pronto a far del male a degli innocenti pur di raggiungere i suoi scopi. Convince Sonia di Hornet a inviarlo all'inseguimento di Koga e dei suoi amici, considerati dei traditori, e durante la battaglia che segue viene sconfitto proprio dal Bronze Saint di Pegaso. Dato per morto dopo questa vicenda, Miguel riappare tempo dopo al servizio di Atena, partecipando alla guerra tra quest'ultima e Pallas. Nell'epilogo della serie, insieme a tutti i Saints, dona il suo cosmo a Koga, impegnato a combattere contro Saturno.
Il suo elemento è il fuoco, che utilizza in una lunga serie di tecniche e colpi segreti. La sua arma più particolare però è il Cerberus Divide, con cui crea due copie di sé stesso, facendole uscire direttamente dal suo corpo. Passando ai colpi di fuoco, il primo è il Cerberus Hell Flare, ovvero un turbine di fiamme che Dore può scagliare sia con una sola mano sia con entrambe. Variante di quest'ultima tecnica è il Cerberus Inferno, con cui Dore può sia diffondere le fiamme attorno a sé in onde sia concentrarle in un pugno. L'ultimo colpo è il Cerberus Hell Claw, ovvero un'artigliata eseguita con le unghie della mano, che si allungano leggermente in artigli.
Graficamente, la sua corazza è una delle più simili a quelle della serie classica, differenziandosi da quella di Dante solo per la cintura, la colorazione e l'assenza delle palle chiodate. Il suo nome potrebbe far riferimento al Cuon Alpinus, una specie di mammifero carnivoro della famiglia dei canidi, oppure all'artista Gustave Doré, che ha realizzato molte famose illustrazioni della Divina Commedia, incluse quelle di Cerbero stesso. È doppiato in originale da Kenichi Ono.

#### Mirfak di Perseo
Mirfak di Perseo (ペルセウス座のミルファク?, Peruseusu no Mirufaku) è il Silver Saint appartenente alla costellazione di Perseo, oltre che successore di Argor. Viene posto a guardia del nucleo dell'acqua, uno dei cinque nuclei di cosmo che potenziavano la Torre di Babele eretta da Mars, situato nei pressi dei Cinque Picchi. Deciso a vendicare la sconfitta del suo predecessore, sconfitto in passato da Shiryu, Mirfak pietrifica con il suo scudo Koga, Haruto e Yuna, per poi mettere in difficoltà Ryuho, figlio del leggendario Bronze Saint del Dragone. Dopo un durissimo combattimento, Ryuho distrugge lo scudo di Mirfak, per poi sconfiggere lo stesso Silver Saint con il Rozan Shō Ryū Ha. Dato per morto dopo questa vicenda, Mirfak riappare tempo dopo al servizio di Atena, partecipando alla guerra tra quest'ultima e Pallas. Nell'epilogo della serie, insieme a tutti i Saints, dona il suo cosmo a Koga, impegnato a combattere contro Saturno.
Il suo elemento è la terra, mentre i suoi colpi segreti sono identici a quelli del suo predecessore: lo Scudo di Medusa, con il quale riesce a pietrificare i nemici, e il Ra's Al Ghul Gorgonio, con il quale genera un'illusione in cui i suoi nemici vedono i propri corpi intrappolati da centinaia di serpenti, gli stessi che nel mito fanno da capelli a Medusa. Come nel caso di Dore, la sua armatura è molto simile a quella del predecessore, Argor, anche se lo scudo è stato totalmente ridisegnato. Non ha più delle palpebre a copertura degli occhi, ma questi ultimi sono comunque animati, e possono socchiudersi o spalancarsi a piacimento. Il suo nome deriva da "Mirfak", cioè la stella Alfa della costellazione di Perseo. È doppiato in originale da Eiji Takemoto.

#### Ennead dello Scudo
Ennead dello Scudo (盾座のエネアド?, Sukyūtamu no Eneado) è il Silver Saint appartenente alla costellazione dello Scudo. È il tipico gigante arakiano, con piccole pupille, denti simili a zanne e torso sottile. Quando Koga e i suoi amici attaccano il palazzo di Mars svegliano inavvertitamente Ennead, che stava schiacciando un pisolino. Infastidito dal loro arrivo, il gigantesco Silver Saint affronta Koga e Yuna, per poi essere sconfitto definitivamente da Soma con il Lionet Bomber. Dato per morto dopo questa vicenda, Ennead riappare tempo dopo al servizio di Atena, partecipando alla guerra tra quest'ultima e Pallas e combattendo contro il PallasiteThebe del martello Demon Impact.
Il suo elemento è la terra, mentre il suo colpo segreto è il Perfect Square. Si tratta di una tecnica prettamente difensiva, con cui unisce gli scudi che ha su bracciali e schinieri, formando un enorme scudo quadrato in grado di difendere tutto il suo corpo. La sua armatura ha la capacità di trasformarsi in una forma ibrida tra versione indossata e totem, con le piastre che scivolano a protezione del corpo anticipando gli attacchi del nemico, e che possono addirittura ingrandirsi, creando una difesa totale. È doppiato in originale da Takashi Nagasako.

#### Bartschius della Giraffa
Bartschius della Giraffa (麒麟座のバルチウス?, Kameroparudarisu no Baruchiusu) è la Silver Saint appartenente alla costellazione della Giraffa. Insieme a Menkar e Bayer viene posta a guardia del nucleo del fulmine, uno dei cinque nuclei di cosmo che potenziavano la Torre di Babele eretta da Mars. Negli scontri che seguono viene sconfitta da Haruto. Data per morta dopo questa vicenda, Bartschius riappare tempo dopo al servizio di Atena, partecipando alla guerra tra quest'ultima e Pallas. Nell'epilogo della serie, insieme a tutti i Saints, dona il suo cosmo a Koga, impegnato a combattere contro Saturno.
Il suo elemento è la terra, mentre la sua abilità consiste nel far crescere rapidamente dei rampicanti, sui quali compaiono delle foglie appuntite cariche di cosmo, che Bartschius può inviare contro il nemico. Le foglie hanno un doppio scopo, agendo come minimo da frecce ma, se necessario, anche da esplosivo che detona a contatto con il bersaglio. Il suo nome viene dall'astronomo tedesco Jakob Bartschius, che inventò proprio la costellazione della Giraffa. È doppiata in originale da Eriko Fujimaki.

#### Menkar della Balena
Menkar della Balena (白鯨星座のメンカル?, Hoēru no Menkaru) è il Silver Saint appartenente alla costellazione della Balena, oltre che successore di Moses. Insieme a Bartschius e Bayer viene posto a guardia del nucleo del fulmine, uno dei cinque nuclei di cosmo che potenziavano la Torre di Babele eretta da Mars. Negli scontri che seguono viene sconfitta da Yuna e Soma. Dato per morto dopo questa vicenda, Menkar riappare tempo dopo al servizio di Atena, partecipando alla guerra tra quest'ultima e Pallas e combattendo contro Pallasite Miller. Nell'epilogo della serie, insieme a tutti i Saints, dona il suo cosmo a Koga, impegnato a combattere contro Saturno.
Non si conoscono i suoi poteri, eccetto che possiede l'elemento acqua. Il suo nome, "Menkar", deriva dalla seconda stella più luminosa della costellazione della Balena. È doppiato in originale da Kōhei Fukuhara.

#### Bayer del Boote
Bayer del Boote (牛飼い座のバイエル?, Bōōtīzu no Baieru) è il Silver Saint appartenente alla costellazione del Boote. Insieme a Bartschius e Menkar viene posto a guardia del nucleo del fulmine, uno dei cinque nuclei di cosmo che potenziavano la Torre di Babele eretta da Mars. Negli scontri che seguono viene sconfitta da Ryuho. Dato per morto dopo questa vicenda, Bayer riappare tempo dopo al servizio di Atena, partecipando alla guerra tra quest'ultima e Pallas. Nell'epilogo della serie, insieme a tutti i Saints, dona il suo cosmo a Koga, impegnato a combattere contro Saturno.
Il suo elemento è il fuoco, ma non conosciamo i suoi colpi segreti. Lo si vede combattere brevemente con i lacci della sua armatura, usandoli sia per sferzare sia per imprigionare i nemici. Il suo nome deriva dall'astronomo Johann Bayer. È doppiato in originale da Hirofumi Tanaka.

### Gold Saint
| N. | Gold Saint       | Costellazione | Elemento                                                                  |
| -- | ---------------- | ------------- | ------------------------------------------------------------------------- |
| 1  | Kiki             | Ariete        | Terra                                                                     |
| 2  | Harbinger        | Toro          | Fulmine                                                                   |
| 3  | Paradox, Integra | Gemelli       | Paradox possiede l'elemento vento, mentre quello di Integra è sconosciuto |
| 4  | Schiller         | Cancro        | Acqua                                                                     |
| 5  | Mikene           | Leone         | Fulmine                                                                   |
| 6  | Fudo             | Vergine       | Fuoco                                                                     |
| 7  | Shiryu, Genbu    | Bilancia      | Acqua (entrambi)                                                          |
| 8  | Sonia            | Scorpione     | Tenebra e fuoco                                                           |
| 9  | Seiya            | Sagittario    | Luce                                                                      |
| 10 | Ionia            | Capricorno    | Vento                                                                     |
| 11 | Tokisada         | Aquario       | Acqua                                                                     |
| 12 | Amor             | Pesci         | Tenebra ed acqua                                                          |

#### Kiki dell'Ariete
Kiki dell'Ariete (牡羊座の貴鬼?, Ariesu no Kiki) è il Gold Saint appartenente alla costellazione dell'Ariete, oltre che successore di Mu, suo maestro. 
Il suo elemento è la terra. Kiki ha ereditato alcune tecniche del suo maestro Mu, come lo Starlight Extinction (スターライト・エクスティンクション?, Sutāraito Ekusutinkusho) e lo Stardust Revolution (スターライト・レボリューッション?, Sutāraito Reboryūsshon). Infine è in grado di utilizzare l'Athena Exclamation  (アテナ・エクスクラメーション?, Atena Ekusukuramēshon). Tale tecnica è effettuabile solo da tre Gold Saints contemporaneamente, e consiste in una semplice ondata di energia dotata tuttavia di uno spaventoso potere distruttivo, paragonabile a quello del Big Bang. È l'unica persona al mondo in grado di riparare i Cloth. È doppiato in originale da Shigeru Nakahara.

#### Harbinger del Toro
Harbinger del Toro (牡牛座のハービンジャー?, Taurasu no Hābinjā) è il Gold Saint appartenente alla costellazione del Toro, oltre che successore di Aldebaran. Simile a quest'ultimo in corporatura, ha una cicatrice sull'occhio e capelli violetti. Considerato il Gold Saint del potere e della distruzione, Harbinger era un lottatore di strada che venne avvicinato da Ionia del Capricorno. Quest'ultimo lo portò al Grande Tempio per farlo diventare un Saint. Sottoposto a un duro addestramento, Harbinger risvegliò così il settimo senso, ottenendo alla fine il Gold Cloth Toro, giurando fedeltà a Mars in cambio della promessa di poter uccidere quanti più uomini possibile.
Posto a protezione della seconda casa dello zodiaco, Harbinger si scontra con Koga e, dopo una dura battaglia, sorpreso dalla tenacia dell'avversario, decide di lasciarlo proseguire verso la terza casa, promettendogli che si affronteranno di nuovo quando il giovane Pegasus sarà diventato più forte. Dopo la sconfitta di Mars e il ritorno di Saori, Harbinger giura fedeltà a quest'ultima, partecipando alla guerra contro Pallas. Durante il conflitto sconfigge molti Pallasiti, combattendo anche contro Gallia, Hyperion e Titan, tre dei quattro Pallasiti di prima classe. Nell'epilogo della serie, insieme a tutti i Saints, dona il suo cosmo a Koga, impegnato a combattere contro Saturno. Dopodiché, al termine del conflitto, viene promosso nuovo Grande Sacerdote. 
Il suo elemento è il fulmine, mentre la sua tecnica principale è il Great Horn (la stessa di Aldebaran), che consiste in una esplosione di energia cosmica indirizzata rivolgendo i palmi delle mani aperte contro il nemico, il quale viene così schiacciato dalla forza del colpo. A differenza di Aldebaran, però, possiede due altri attacchi. Il primo è lo Shadow Horn, che gli permette di trasformarsi temporaneamente in un'ombra, per scivolare alle spalle del nemico e colpirlo. Il secondo, oltre che il più potente, è il Greatest Horn, colpo con cui colpisce i nemici a 360° intorno a sé. Quest'ultimo attacco, inoltre, è in grado di distorcere lo spazio e scagliare i bersagli colpiti in un altro luogo. È doppiato in originale da Kazuki Yao.

#### Paradox dei Gemelli
Paradox dei Gemelli (双子座のパラドクス ?, Jemini no Paradokusu) è la Gold Saint appartenente alla costellazione dei Gemelli, oltre che successore di Saga. Esattamente come quest'ultimo, Paradox soffre di doppia personalità, il che si riflette sul colore dei capelli. La personalità più comune, chiamata Paradox dell'Amore (愛のパラドクス?, Ai no Paradokusu), ha i capelli azzurri, mentre quella più aggressiva, chiamata Paradox dell'Odio (憎しみのパラドクス?, Nikushimi no Paradokusu), li ha neri. Dotata di misteriosi poteri precognitivi, che la resero invisa persino ai genitori, si innamorò di Shiryu, dopo che il Bronze Saint del Dragone la salvò da un incidente automobilistico. Dopo questo incontro decise di raggiungere il Grande Tempio di Atena e diventare un Saint; inoltre, in segno di distacco con il proprio passato, abbandonò la famiglia e il suo vecchio nome, assumendo quello di Paradox, cioè paradosso. Durante la prima guerra tra Atena e Mars, Shiryu venne gravemente ferito, perdendo tutti i cinque sensi e sprofondando in uno stato quasi vegetativo. Decisa a tutto pur di salvarlo, Paradox tradì Atena e passò dalla parte di Mars, nella speranza di convincere quest'ultimo a guarire il Bronze Saint del Dragone. Nello stesso periodo, inoltre, spostò la propria infatuazione su Ryuho, figlio di Shiryu.
Quando Mars conquista il Grande Tempio, spodestando Atena, Paradox ottiene l'investitura a Gold Saint dei Gemelli, con il doppio titolo di "colei che comanda l'amore e il destino" e "colei che comanda l'odio e la morte", a seconda della personalità predominante. Per ironia della sorte si trova a combattere proprio contro Ryuho, il quale non solo si dimostra indifferente alle sue avance, ma lo sconfigge con il Rozan Hyaku Ryū Ha. Dopo la sconfitta di Mars e la vittoria di Atena, Paradox rifiuta di giurare fedeltà alla dea, venendo rinchiusa nella prigione di Capo Sounion. Dopo diverso tempo, però, viene liberata da Gallia, una dei quattro Pallasite più potenti, che la recluta nell'esercito della dea Pallas, nemica di Atena, e le conferisce un'armatura chiamata Chronotector di seconda classe e il rango di Paradox dello scettro Scarlet Janus (ス タ ッ フ ス カ ー レ ッ ト · ジ ェ イ ナ ス の パ ラ ド ク ス?, sutaffu Sukāretto Jeinasu no Paradokusu). Durante il conflitto ha modo di redimersi per le sue colpe, combattendo al fianco della sorella Integra e perdendo la vita durante il combattimento contro Gallia.
Paradox possiede l'elemento vento, oltre che una sorta di capacità precognitiva, che le permette di predire i futuri possibili in base all'esito di alcune scelte particolari, compiute dalle persone durante i numerosi "incroci" della loro esistenza. Durante il suo addestramento ha imparato, in omaggio a Shiryu, il colpo caratteristico del Saint del Dragone, il Rozan Shoryu Ha, con la quale modella il suo elemento nella forma di un drago, per poi scagliarlo verso l'avversario. Come Paradox dell'Amore ha lanciato anche il Crossroad Mirage, colpo con il quale porta sé stessa e il suo nemico al di fuori dello spazio, mostrandogli due futuri possibili e (apparentemente) obbligandolo a scegliere tra uno dei due, e il Fortunate Wall con cui crea una barriera difensiva davanti a sé. Come Paradox dell'Odio, invece, ha utilizzato il Final Destination, con cui priva il nemico dei cinque sensi.
Come Pallasite, Paradox può utilizzare il World's End e lo Scarlet Janus, due attacchi generati attraverso lo scettro Scarlet Janus. Nel corso del suo ultimo combattimento, Paradox sfodera la Galaxian Ultimation, il cui potere sembra pari a quello della più nota Galaxian Explosion di Saga e Kanon: unendo le mani davanti al corpo, la donna concentra tutto il suo cosmo in un'unica sfera, che poi lancia sotto forma di raggio contro il bersaglio mentre stelle e pianeti vanno in pezzi. Infine, Paradox può lanciare, in congiunzione con Integra, l'Another Dimension, che permette di creare una distorsione nello spazio-tempo che inghiottisce i nemici. È doppiata in originale da Yukana Nogami.

#### Integra dei Gemelli
Integra dei Gemelli (双子座のインテグラ?, Jemini no Integura) è la Gold Saint appartenente alla costellazione dei Gemelli, oltre che sorella gemella minore di Paradox. Quando quest'ultima si rifiuta di giurare fedeltà ad Atena, la dea è costretta a imprigionarla a Capo Sounion, nominando Integra a nuova Gold Saint dei Gemelli. Durante la guerra tra Atena e Pallas, Integra scende in battaglia proprio per affrontare Paradox, passata dalla parte nemica, e, al termine di una dura battaglia, riesce ad avere la meglio sulla sorella maggiore. Poco dopo, con Paradox perdonata da Atena e ritornata dalla parte del bene, le due sorelle affrontano Gallia, uno dei Pallasite di prima classe. Nel corso della battaglia, Paradox perde la vita, ma lei e Integra riescono ad annullare il Corridoio Eterno di Europa e permettere a tutti i Saint di presenti nel castello di arrivare fin lì. 

#### Schiller del Cancro
Schiller del Cancro (蟹座のシラー?, Kyansā no Shirā) è il Gold Saint appartenente alla costellazione del Cancro, oltre che successore di Deathmask. Da bambino perse sia la famiglia sia gli abitanti della sua città a causa della guerra, ritrovandosi a girovagare da solo tra morti e moribondi. Questa esperienza lo portò alla convinzione che la vita di una persona dipendesse dalla morte di un'altra, facendolo crescere secondo la legge del più forte. Venuto a conoscenza dell'esistenza dei Saint, decise di intraprendere l'addestramento per diventare il più forte tra loro, spinto non da nobili convinzioni, ma da voci, secondo cui alcuni di loro erano sopravvissuti anche per centinaia di anni grazie alla gratitudine divina.
Quando Mars conquista il Grande Tempio, spodestando Atena, Schiller ottiene l'investitura a Gold Saint del Cancro, con il titolo di Saint della Morte e della Genesi. Posto a protezione della quarta casa dello zodiaco, Schiller si scontra con Yuna, che, al termine di un durissimo combattimento, riesce a sconfiggerlo e a gettarlo negli inferi.
Il suo elemento è l'acqua. Come tutti i Saint del Cancro, Schiller conosce il Sekishiki Meikai Ha (積尸気冥界波?), colpo con il quale può scagliare l'anima del suo avversario nel regno dei morti. Sfruttando i corpi da lui comandati, inoltre, può utilizzare un secondo attacco, il Meido Choraku (冥土凋落?), che ha due effetti: chi lo subisce prova le stesse sensazioni che si provano con la morte, rimanendo paralizzato dal terrore e inerme; viene quindi scagliato in aria per svariati metri, subendo in pieno l'impatto della caduta proprio a causa della sua stessa mancanza di difese. Inoltre possiede due attacchi prettamente fisici: il Meido Indō (冥土引導?), una sfera energetica che, all'impatto con il nemico, si divide in dozzine di colpi più piccoli, facendo un vero e proprio bombardamento a tappeto, e il più potente Sekishiki Meikai Rinbu (積尸気冥界輪舞?), ovvero un vortice di cosmo. È doppiato in originale da Taiki Matsuno.

#### Mikene del Leone
Mikene del Leone (獅子座のミケーネ?, Reo no Mikēne) è il Gold Saint appartenente alla costellazione del Leone, oltre che successore di Aiolia. Sin da giovane aveva una personalità estremamente orgogliosa e leale, e un senso di giustizia tale da permettergli di riconoscere la nobiltà di intenti di Mars, con il quale instaurò un ottimo legame di amicizia. Deciso ad aiutare quest'ultimo per realizzare un nuovo mondo senza guerre e sofferenze, Mikene allenò Eden, secondogenito di Mars, e, divenuto Gold Saint del Leone, finse di allearsi con Atena.
Quando Mars conquista il Grande Tempio, spodestando Atena, Mikene viene posto a protezione della quinta casa dello zodiaco, combattendo contro Haruto e Soma. Quando Eden sceglie di opporsi a Mars a costo della vita, Mikene decide di rimanere fedele all'allievo e, in onore al legame dei suoi avversari, si dichiara sconfitto e permette loro di proseguire. Dopo la tragica morte di Sonia, Mikene si reca da Medea, moglie di Mars, accusandola di essere la vera mente diabolica dietro il cambiamento del marito. Deciso a giustiziarla, trova a ostacolarlo Amor dei Pesci, fratello minore di Medea, che lo uccide facilmente sfruttando la sola espansione del cosmo.
Mykene possiede l'elemento fulmine e due colpi segreti. Il primo, il King's Roar, si compone di due parti: un attacco sonoro, un ruggito, che paralizza i suoi avversari, e un attacco fisico che li colpisce mentre sono indifesi. Il secondo invece, chiamato King's Emblem, è un fascio di energia che distrugge tutto quanto incontra sul suo cammino, incluso il suolo, e colpisce frontalmente il nemico. Nel videogioco Saint Seiya Omega Ultimate Cosmo, in cui è presente come personaggio giocabile, Mikene è in grado di utilizzare il Lightning Plasma, ovvero la tecnica tipica del Gold Saint del Leone. È doppiato in originale da Yutaka Nakano.

#### Fudo della Vergine
Fudo della Vergine (乙女座の不動?, Barugo no Fudō) è il Gold Saint appartenente alla costellazione della Vergine, oltre che successore di Shaka. Si proclama l'incarnazione di Fudō Myōō, o Acala, il principale dei cinque Re della Saggezza, divinità relativamente di secondo piano del Buddhismo, dopo i Buddha e i Bodhisattva, oltre che colui che domina sulla Dannazione e la Salvezza.
Amico di Mars, di cui condivide gli ideali, Fudo viene posto a protezione della sesta casa dello zodiaco, mettendo in difficoltà tutti i Bronze Saints protagonisti. Solo l'intervento di Eden, figlio di Mars, intenzionato a ribellarsi al genitore, cambia le sorti del combattimento. Dopo una dura lotta, Fudo, toccato dalla determinazione del Bronze Saint di Orione, fatta di desideri e rimpianti, decide di lasciarlo proseguire, curioso di scoprire se sarà lui o Mars a condurre il mondo verso la giustizia. Dopo la sconfitta di Mars e il ritorno di Saori, Fudo giura fedeltà a quest'ultima, partecipando alla guerra contro Pallas. Durante il conflitto sconfigge molti Pallasiti e, insieme a Shiryu e Kiki, realizza l'Atena Exclamation per uccidere Hyperion, uno dei quattro Pallasiti di prima classe. Nell'epilogo della serie, insieme a tutti i Saints, dona il suo cosmo a Koga, impegnato a combattere contro Saturno.
Fudo dispone dell'elemento fuoco e di un vasto arsenale di tecniche, a partire dal Nomaku Sanmanda Bazara Dan Kan (ノウマク・サンマンダ・ バザラダン・カン?), che è il mantra di Acala stesso, e vuol dire più o meno "Gloria agli onnipresenti Vajra, divorate e distruggete", con cui evoca fiamme e lava. Il secondo colpo usato è lo Shogyō Danzai (諸行断罪?, letteralmente "Condanna di tutte le cose"), con cui lega e stritola i nemici. Il terzo è lo Shōji Sokunehan, ovvero "La sofferenza della nascita e della morte sono il Nirvana", all'apparenza una versione potenziata dello Shogyo Danzai. Il colpo finale è il Myōō Rairin (明王来臨? letteralmente "Venuta dei Re della Saggezza"), con cui evoca le figure delle cinque divinità di cui lui stesso fa parte. Tra loro, quello centrale, alle sue spalle, è Fudo stesso, rappresentato però con l'aspetto tradizionale iconografico. Oltre a questi colpi, Fudo sa usare l'Oṃ (ॐ?, ōmu) e il Khan, proprio come gli altri Gold Saint della Vergine, ma in maniera invertita: l'Ohm diventa infatti una barriera difensiva, abbastanza resistente da parare i colpi segreti di Yuna e Ryuho con il settimo senso, mentre il Khan è una tecnica d'attacco. Infine è in grado di utilizzare l'Athena Exclamation  (アテナ・エクスクラメーション?, Atena Ekusukuramēshon). Tale tecnica è effettuabile solo da tre Gold Saints contemporaneamente, e consiste in una semplice ondata di energia dotata tuttavia di uno spaventoso potere distruttivo, paragonabile a quello del Big Bang.
Il suo nome, in sanscrito, significa "inamovibile" e da qui la posa che mantiene quando esordisce nelle serie. È doppiato in originale da Tomokazu Seki.

#### Genbu della Bilancia
Genbu della Bilancia (天秤座の玄武?, Raibura no Gembu) è il Gold Saint appartenente alla costellazione della Bilancia, oltre che ultimo allievo di Dohko e, di conseguenza, kohai (compagno più giovane) di Shiryu. Pur possedendo un notevole talento naturale, da giovane era frenato da uno spirito apatico e svogliato, a causa del quale prestava poca attenzione alle lezioni del maestro e non si impegnava quanto avrebbe potuto.
Quando Mars conquista il Grande Tempio, spodestando Atena, Genbu, maturato sia nel fisico sia nel carattere, finge di mettersi al suo servizio per scoprirne i piani e le reali intenzioni. Arrivato ai Cinque Picchi, si impossessa del Gold Cloth della Bilancia, che lo riconosce come legittimo proprietario, e viene posto a protezione della settima casa dello zodiaco. Durante la scalata di Koga e dei suoi amici, Genbu si palesa davanti a loro e rivela i suoi buoni propositivi, combattendo anche contro Tokisada dell'Acquario. Dopo la sconfitta di Mars e il ritorno di Saori, Fudo giura fedeltà a quest'ultima, partecipando alla guerra contro Pallas. Durante il conflitto, tuttavia, muore ucciso da Hyperion, uno dei quattro Pallasiti di prima classe.
Possiede l'elemento acqua, mentre le sue tecniche sono il Rozan Shinbu Ken (廬山真武拳?), che gli permette di potenziare l'impatto del suo pugno, e il Rozan Shotei Ha (廬山上帝覇?), ovvero un'onda conica di energia. È doppiato in originale da Nobuyuki Hiyama.

#### Sonia dello Scorpione
Sonia dello Scorpione (蠍座のソニア?, Sukōpion no Sonia) è la Gold Saint appartenente alla costellazione dello Scorpione, oltre che successore di Milo. Figlia primogenita di Mars e High Martians ( ハイマーシアン ?, Hai Mashian), ovvero la carica più alta dell'esercito dei Martian, Sonia perse la madre molto giovane e fu trattata con diffidenza dalla matrigna, Medea. Per tutta la sua vita, infatti, i genitori gli preferirono il fratellastro Eden, destinato a un futuro di potere e grandezza in un nuovo mondo paradisiaco.
Quando Mars conquista il Grande Tempio, spodestando Atena, Sonia viene promossa a Gold Saint dalla matrigna Medea, con lo scopo di "pungere" Eden e farlo tornare dalla parte del padre (richiamo al mito di Orione). Stando alle parole di Medea, il Saint dello Scorpione è il Saint che domina sulla Sentenza e la Disciplina. Posta a protezione dell'ottava casa dello zodiaco, Sonia si scontra con Soma, a cui anni prima aveva ucciso il padre, Kazuma. Pur riservando rancore per l'avversaria, Soma cerca di convincerla ad abbandonare la causa di Mars, mettendola al corrente di come quest'ultimo e Medea non l'avessero mai amata, preferendole continuamente Eden. Sull'orlo delle lacrime, Sonia si ritrae e crolla in ginocchio, considerando per un attimo di vivere davvero la propria vita, ma all'ultimo istante decide di rimanere fedele al padre, innalzando il suo cosmo per sferrare l'Antares Maelstrom. A questo punto, però, viene abbandonata dal Gold Cloth dello Scorpione, lasciandola inerme di fronte al potere da lei stesso evocato. Nonostante Soma cerchi di salvarla, Sonia rimane coinvolta nell'esplosione del suo stesso cosmo, morendo poco dopo tra le braccia dell'avversario.
Sonia possiede due elementi, il cosmo di tenebra e quello di fuoco. La sua tecnica principale è l'Hornet Stinger (ホーネット・スティンガー?, Hōnetto Sutingā), con cui investe il suo nemico con una pioggia di aculei di cosmo, mentre grazie al Twilight Marionette (トワイライト・マリオネット?,  Towaraito Marionetto) e al Turn Back This Darkness (ターンバックジスダークネス?, Tān Bakku Jisu Dākunesu) può creare e lanciare sfere di energia verso gli avversari. Come Saint dello Scorpione, Sonia utilizza due nuove tecniche: il Crimson Needle (クリムゾンニードル?, Kurumuzon Nīdoru), molto simile all'Hornet Stinger, e l'Antares Maelstrom (アンタレス・メイルストローム?, Antaresu Meirusutorōmu). Su quest'ultima tecnica, però, si sa solo che genera un vortice di cosmo, dato che Sonia muore poco prima di eseguirla. È doppiata in originale da Aya Hisakawa.

#### Ionia del Capricorno
Ionia del Capricorno (山羊座のイオニア?, Kapurikōn no Ionia) è il Gold Saint appartenente alla costellazione del Capricorno, oltre che l'anziano direttore della Palestra, l'accademia fondato da Atena per perfezionare i giovani Saint. Anni prima dell'inizio della serie, Ionia era il Gold Saint del Capricorno e protesse il Grande Tempio per diverse generazioni. Dopo aver vissuto per moltissimi anni, e accumulato una profonda conoscenza di tutto quel che riguardava il mondo dei Saint, lasciò la carica di Gold Saint e decise di ritirarsi per creare un'accademia dove allenare i futuri paladini di Atena. Innamorato platonicamente di Saori Kido, ultima reincarnazione della Dea, e disposto a tutto pur di proteggerla, Ionia intensificò le sue procedure di addestramento, fino a superare il limite della sopportazione umana. Ciò scatenò la rabbia dei suoi allievi che, dopo essersi ribellati al maestro, diedero fuoco all'accademia e distrussero la statua di Atena che ne ornava l'ingresso. Furioso per questo sfregio alla sua Dea, Ionia perse il controllo e, senza rendersene conto, trucidò a mani nude tutti i suoi studenti, finendo per ritrovarsi circondato da cadaveri. Consapevole della gravità della sua colpa, si punì da solo rinchiudendosi in una prigione sperduta. Anni dopo, però, Saori si recò alla prigione di Ionia e gli offrì di nuovo la carica di Gold Saint del Capricorno, perdonandolo e chiedendogli di aiutarla ad addestrare nuove schiere di eroi. Dopo aver accettato l'incarico, Ionia ricevette la visita di Medea, sposa di Mars. Inizialmente preoccupato, si lasciò pian piano convincere dalle parole della donna, che aveva intuito i suoi sentimenti verso Saori, e seppe manipolarli facendogli notare come il destino della Dea fosse uno di continua lotta e sofferenza. Quando Medea gli disse che Mars avrebbe potuto liberare Atena da questo fato e dal dolore che esso comportava, Ionia acconsentì a passare segretamente dalla parte del Dio della guerra, ritenendo che solo in questo modo avrebbe realmente salvato Saori.
Quando Mars conquista il Grande Tempio, spodestando Atena, Ionia viene posto a protezione della decima casa, mettendo in difficoltà Koga. In fin di vita, il Saint di Pegaso riesce tuttavia ribaltare la situazione risvegliando il settimo senso, e contrattaccando con il Pegasus Suisei Ken, brillante come il cosmo di Atena. Riconoscendo la luce della Dea, Ionia non si difende, lasciandosi invece travolgere, felice di essere sconfitto e ucciso dal cosmo di colei che ama.
Considerato il Gold Saint più forte della sua epoca, Ionia possiede l'elemento vento, mentre il suo colpo segreto è il Domination Language (ドミネーションラングウェッジ?, Dominēshon Ranguejji). Nella sua forma più semplice si manifesta come un libro, con il quale può obbligare il corpo del suo nemico a muoversi secondo il suo volere; esso può persino influenzarne il cosmo (visto che Ionia riesce a far emergere le tenebre di Koga senza che questi lo voglia). Nonostante il libro compaia magicamente tra le mani di Ionia quando usa il suo colpo, non si tratta di un costrutto di cosmo ma di un volume reale, da lui scritto durante la prigionia, e in cui è probabile che abbia riversato le sue energie, o forse persino la sua forza vitale. In un'occasione infatti Ionia lo disintegra e ne assorbe il potere, usandolo per ringiovanire sé stesso e tornare al vigore giovanile. Nel videogioco Saint Seiya Ω Ultimate Cosmo possiede altri tre colpi, mai apparsi nella serie: due attacchi fisici come il Capricorn Horn's Last (山羊座ホーンの最後?,  Kapurikōn Hōn no Saigo) e il Dominator Combination (ドミネーターコンビネーション?), e infine il Reflection Language (リフレクション言語?), con il quale riflette gli attacchi dei nemici. È doppiato in originale da Nobuyuki Hiyama.

#### Tokisada dell'Acquario
Tokisada dell'Acquario (水瓶座の時貞?, Akueriasu no Tokisada) è il Gold Saint appartenente alla costellazione dell'Acquario, oltre che il successore di Camus. Conosciuto inizialmente con il titolo di Tokisada dell'Orologio (時計座の時貞?, Hororogiumu no Tokisada), in quanto Silver Saint appartenente alla costellazione dell'Orologio, è il responsabile della morte di Yoshitomi, fratello di Haruto.
Quando Mars conquista il Grande Tempio, spodestando Atena, Tokisada viene promosso a Gold Saint dell'Acquario, ottenendo il titolo di Saint che domina sull'Eternità e sul Tempo. Poco dopo essere entrato in possesso del suo Gold Cloth (a cui, però, deve completa obbedienza, a causa dell'ego smisurato dell'armatura), il neo Gold Saint si reca sulle scale tra la sesta e la settima casa con l'intenzione di ostacolare il cammino di Koga e dei suoi amici, diretti verso le stanze di Mars. In aiuto dei Bronze Saint arriva improvvisamente Genbu della Bilancia, il quale, dopo una dura battaglia, riesce a costringere alla resa l'ex Silver Saint dell'Orologio. Pur sconfitto, Tokisada riesce a trascinare Haruto e Ryuho in una dimensione ai confini del tempo, nel quale ingaggia battaglia contro i due Bronze Saint. In questo luogo, dove i suoi poteri risultano tremendamente ampliati, il Gold Saint riesce ad averla vinta su Ryuho, ma poco dopo è costretto alla sconfitta da Haruto, che lo colpisce con l'Hakuroken Toga Shisso. Dopo la sconfitta di Mars, Tokisada, ancora prigioniero nella dimensione ai confini del tempo, viene contattato da un misterioso individuo, cioè Saturno, che lo recluta nei Pallasite, l'esercito della Dea Pallas, e gli affida un'armatura chiamata Chronotector di seconda classe. Diventato Tokisada dell'Orologio di Death Watch (時 計 デ ス ウ · ォ ッ チ の 時 貞?, Tokei Desuu Otchi no Tokisada), l'ex Gold Saint dell'Acquario partecipa al conflitto tra Atena e Pallas, affrontando Hyoga, uno dei cinque Saint leggendari. Dopo una durissima battaglia, il Saint del Cigno riesce ad avere la meglio, imprigionando Tokisada in una bara di ghiaccio per l'eternità.
In possesso dell'elemento vento, Tokisada è in grado di controllare il tempo attraverso le sue tecniche: il Jikan Ken (時間拳?) gli permette di rallenta i movimenti dei suoi nemici, il Jikan Gyakko (時間逆行?) gli permette di annullare i danni subiti, e il Chrono Execution (クロノ・エクスキューション?, Kurono Ekusukyūshon), palese riferimento all'Aurora Execution di Hyoga e Camus, ed eseguita nella medesima posa, gli permette di creare una sfera di energia e di indirizzarla verso il suo avversario. Una volta promosso a Pallasite, Tokisada entra in possesso dell'orologio Death Watch (デス·ウォッチ?, Desu Uotchi), con il quale può utilizzare tre nuove tecniche: il Chrono Divide (クロノ・ディバイド?, Kurono Dibaido), che gli permette di immobilizzare gli avversari, il Chrono Immortal (クロノ・イモータル?, Kurono Imōtaru ) che gli permette di fermare il movimento di tutti gli atomi del suo corpo, e il Chrono Dominion (クロノ・ドミニオン?, Kurono Dominion), che gli permette di creare una potente onda di energia. È doppiato in originale da Shō Hayami.

#### Amor dei Pesci
Amor dei Pesci (魚座のアモール?, Pisukesu no Amōru) è il Gold Saint appartenente alla costellazione dei Pesci, oltre che successore di Aphrodite e fratello minore di Medea, moglie di Mars. Personaggio istrionico, manipolatore, teatrale, freddo e falsamente giocoso, in grado di compiere atti crudeli senza alcun rimorso, si presenta come il Saint che domina sul fascino e l'orientamento. Insieme alla sorella Medea ha sfruttato come pedina Mars per favorire il ritorno sulla Terra di Abzu, Dio primordiale dell'Oscurità.
Durante la battaglia finale sul pianeta Marte, Amor, impegnato a combattere contro Koga, scopre, con grande sorpresa, che la sorella lo ha raggirato e tenta di prendere il controllo del mondo da solo. Punto sull'orgoglio, il Gold Saint cede alla rabbia, giurando di vendicarsi sulla sorella uccidendo lei ed Eden, per poi diventare lui stesso il nuovo padrone del mondo. Spinto da una furia cieca, affronta con tutte le forze Koga, finché quest'ultimo non diventa il ricettacolo del dio Apsu. Amor fa appena in tempo a comprendere che il Dio si è impossessato del Saint di Pegaso, che quest'ultimo gli trapassa l'addome con un colpo solo, uccidendolo.
Amor possiede due elementi: tenebre, e acqua, e un cosmo di gran lunga sopra la media degli altri custodi dorati. Ciò si manifesta in ben sette colpi segreti, oltre a telepatia, poteri illusori e una notevole abilità combattiva. In ordine cronologico, la sua prima arma è una tecnica difensiva, il Silent Water (サイレント・ウォーター?, Sairento Uōtā), con cui crea una muraglia d'acqua ad alta pressione, capace di resistere senza problemi sia agli attacchi fisici sia alle tecniche di roccia. Con il cosmo di tenebra può utilizzare nell'ordine: l'Arrested Judgement (アレステッド・ジャッジメント?, Aresuteddo Jajjimento) (per incastrare l'avversario in una serie di giavellotti di tenebra), il Rinne Kesshō (輪廻結晶?, Rinne Kesshō, letteralmente "Cristallizzazione della Metempsicosi") (per invocare i quattro Re Celesti, compagni di Mars nel suo primo conflitto contro Atena), il Bloody Waltz (ブラッディ・ワルツ?, Burody Uualts) (per creare delle fruste con il cosmo), il Bloody Canon (ブラッヂ・キャンオン?, Buraddi Kyanon) (per creare dei pugnali con il cosmo e lanciarli contro i nemici) e il Gravity Concerto (グラビティ コンチェルト?, Gurabiti Concertto) (per creare una bacchetta di oscurità, con la quale controlla la gravità personale del nemico, diminuendola per lanciarlo in aria, o aumentandola per schiacciarlo a terra). La settima e ultima tecnica è il Bloody Bullet (ブラッヂ バレット?, Buraddi Bareto), ovvero un raggio concentrato di energia. È doppiato in originale da Akira Ishida.

## Antagonisti

### Mars
Mars (マルス?, Marusu), il cui vero nome è Ludwig (ルードヴィグ?, Rūdovigu), è il guardiano del pianeta Marte, oltre che il primo antagonista della serie. In origine era un umano, più precisamente un politico, che viveva una vita pacifica insieme alla moglie Misha e alla figlia Sonia. Quando Misha rimase uccisa in un atto terroristico, Ludwing uccise gli attentatori e divenne il ricettacolo dello spirito ancestrale di Mars, dio della guerra. Poco dopo incontrò Medea, dalla quale ebbe il suo secondogenito: Eden. Medea esortò Mars a distruggere il mondo e ricreare una vita migliore sul pianeta Marte. Per questa ragione creò un suo esercito, i cui membri presero il nome di Martian, e attaccò la Terra, scontrandosi più volte con Saori Kido, reincarnazione di Atena, e con i cinque Saint leggendari (Seiya, Shiryu, Hyoga, Shun e Ikki). Dopo cruente battaglie, Mars provò a uccidere Saori e il piccolo Koga, venendo ostacolato da Seiya che riuscì a imprigionare la divinità per tredici anni su Marte.
All'inizio della serie, liberatosi dalla sua prigionia, Mars fa ritorno sulla Terra e rapisce Saori, imprigionandola su Marte e usando il suo cosmo per riportare la vita sul pianeta rosso. Facendo passare Aria per la nuova reincarnazione di Atena, Mars si insedia a capo del Grande Tempio, ottenendo la fedeltà di quasi tutti i Saint, in larga parte ignari del fato di Saori, o persino della vera identità della Dea. Dopo una serie di scontri, Mars viene sconfitto dal figlio Eden e da Koga e, libero dall'influenza malvagia, ritorna finalmente a essere Ludwing. Dopo aver chiesto perdono al figlio viene colpito da una scarica di energia, morendo disintegrato nel vano tentativo di fermare la distruzione della Terra.
Indossa un'armatura chiamata Galaxy (銀河衣?, Gyarakushī, lett. Veste Galattica), possiede l'elemento tenebra ed è capace di danneggiare abbastanza facilmente un'armatura d'oro, oltre che "infettare" il cosmo delle sue vittime, procurando alla lunga danni fisici. Le sue tecniche iniziali sono il Rubellu Sidus Gungnir, ovvero una specie di lancia di luce rossa, che prende il nome dalla famosa lancia Gungnir, e il Murus Ignu, cioè un attacco di fuoco. Durante la battaglia con Eden e Koga, però, sfoggia due nuove tecniche, il Rubellu Sidus Meteor e il Rubellu Sidus Storm: "Rubellu Sidus" vuol dire "Pianeta Rosso" in latino, mentre Meteor e Storm sono ovviamente meteora e tempesta in inglese. Mars inoltre mostra di poter volare, e assume le sembianze di una specie di genio della lampada, senza gambe e con la parte inferiore mutata in una spirale dal mantello. È doppiato in originale da Hidekatsu Shibata.

### Medea
Medea, la strega sacra (聖なる魔女メディア?, Seinaru majo Media) è la bella e misteriosa moglie di Mars, madre di Eden e matrigna di Sonia. Durante gli anni in cui il marito era sigillato all'interno di una caverna vulcanica sul pianeta Marte ha diretto le operazioni dei Martian sulla Terra, volte a corrompere i Saint e a uccidere quelli che non si schieravano dalla loro parte, e ha cresciuto severamente Aria e Sonia, riversando invece tutto il suo amore e le sue aspirazioni su Eden. 
Nel corso della serie aiuta Mars nel suo piano volto a costruire un nuovo mondo su Marte, riportando la vita sul pianeta rosso assorbendo il cosmo di Saori Kido, reincarnazione di Atena. In seguito si scopre che, con la complicità del fratello fratello Amor, ha sfruttato come pedina Mars per favorire il ritorno sulla Terra di Abzu, Dio primordiale dell'Oscurità. Durante la battaglia finale sul pianeta Marte, quando Abzu si reincarna in Koga e tenta di assalire Eden, Medea decide di sacrificarsi per il figlio, facendogli da scudo con il suo corpo. Prima di esalare l'ultimo respiro, la donna regala al figlio un sorriso, chiedendogli di essere forte. È doppiata in originale da Yoshiko Sakakibara.

### Martian
I Martian (火星士?, Māshian, lett. Guerrieri dell'Astro di fuoco o Guerrieri di Marte) sono i guerrieri fedeli a Mars. Non si conosce molto sulla loro origine, eccetto che indossano delle armature rappresentanti degli insetti e possono utilizzare l'elemento tenebra. Inoltre possiedono nomi italiani (con l'eccezione di Radzinsky, che è un cognome russo). Secondo le informazioni rivelate sull'intervista TeleMaga, i Martian sono mutuati sugli insetti per la capacità di questi ultimi di sopravvivere a qualsiasi cataclisma. 

#### Orudukia di Mantis
Orudukia di Mantis (マンティスのオルデュキア?, Mantis no Orudeyukia) è un Martian appartenente alla sezione spionaggio, incaricato di osservare i movimenti dei Saint di Atena. Caratterialmente è malvagio e vigliacco, in quanto non esita a fuggire quando la situazione verte a suo sfavore. Si scontra con Soma e Koga, riuscendo a mettere al tappeto il primo e a colpire il secondo con la sua tecnica, il Dark Mist. Nonostante l'iniziale vantaggio, Orudukia viene costretto alla ritirata da Soma e infine viene ucciso da Sonia di Hornet.
È un discreto guerriero, controlla l'elemento tenebra ed è in grado di vedere nel buio grazie allo strano colorito degli occhi. La sua armatura non ricorda elementi particolari, ma il suo simbolo è la mantide. La sua tecnica è il Dark Mist, con cui avvolge il campo di battaglia in una nebbia oscura, generata dal suo elemento tenebra. Il suo nome deriva dal greco antico ortyx (ὄρτυξ) che significa "quaglia". È doppiato in originale da Yasunori Masutani.

#### Ragno di Spider
Ragno di Spider (スパイダーのラーニョ?, Supaidā no Rānyo) è  il nome collettivo usato per indicare tre Martian dotati dello stesso aspetto e degli stessi poteri. Vengono incaricati di fare la guardia ad Aria, ovvero la falsa Atena. Quando Koga si reca a trovare la ragazza, i tre Martian fanno la loro comparsa, attaccando Pegasus con i loro fili di cosmo. Nonostante l'inferiorità numerica, Koga, in un impeto di rabbia, riesce a strappare i fili del trio e, dopo aver indossato l'armatura, annienta i nemici con il Pegasus Senkō Ken.
Controllano l'elemento tenebra e con la loro tela possono assorbire il cosmo del nemico. Le loro armature non ricordano elementi particolari, ma il loro simbolo è il ragno. Sono doppiati in originale da Kenji Akabane, Yoshiki Okazawa e Kunihiro Maeda.

#### Capitano dei Martian
Il Capitano dei Martian (マーシャン隊長 ?, Māshan Taichō) è un guerriero dai capelli biondi, pettinati in stile rasta, che viene messo a capo di un gruppo di soldati (tra cui i fratelli Scarabei con il compito di assaltare la Palaestra durante il Saint Fight.
Come tutti i Martian possiede l'elemento tenebra ed è dotato di una forza fisica notevole (riesce ad atterrare il vicedirettore e a tenere testa a Geki), mentre il suo simbolo non è chiaro, anche se sembrerebbe uno scarabeo. È doppiato in originale da Kōji Haramaki.

#### Fratelli Scarabei
I Fratelli Scarabei (ビートル兄弟?, Bitoru Kyodai) sono rispettivamente i Martian dello Scarabeo rinoceronte (in inglese Rhinoceros Beetle) e del Cervo volante (Spur Beetle in inglese), che intercettano Koga e Haruto mentre cercano di scappare dalla Palaestra. Seppur dotati di notevole forza fisica vengono facilmente uccisi dai due Saint.
Cervo Volante e Scarabeo rinoceronte non vengono mai chiamati per nome nel corso della serie, ma sappiamo che il primo è il maggiore dal termine giapponese che usa nei confronti dell'altro, ototo. In originale, nei libretti dei DVD vengono chiamati "Fratelli Scarabei", perché si tratta di due versioni dello stesso insetto: Cervo volante è lo scarabeo (o scarafaggio) rinoceronte occidentale, mentre Scarabeo rinoceronte quello orientale. Indossano armature uguali, che si differenziano solo per il casco. Sono doppiati da Tomohisa Hashizume (fratello maggiore) e Daisuke Matsubara (fratello minore).

#### Radzinsky di Ant
Radzinsky di Ant (アントのラジンスキー?, Anto no Rajinsukī) è il comandante di un'unità di cattura nota come Brigata delle Formiche (アント隊?, Anto Tai), una squadra speciale dell'esercito di Mars, composta da sei soldati, tutti identici e abbastanza forti, esperta in imboscate e attacchi terreni. Quando Mars conquista il Grande Tempio, Radzinsky e la sua unità vengono inviati in missione per impedire ai Bronze Saint guidati da Koga di lasciare il continente asiatico. L'intera compagine è in grado di effettuare un attacco di gruppo noto come Hell's Procede, che però si rivela inefficace contro i protagonisti, che riescono a sconfiggerli.
Tutti i membri dell'unità indossano armature che rappresentano formiche, con la differenza che quello di Radzinsky appare leggermente diversa e lascia scoperto il volto. Radzinsky è doppiato in originale da Nobuo Tobita.

### Quattro Re Celesti
I Mars no Shitennō (四天王(してんのう?, Shitennō, lett. Quattro Re Celesti di Mars) sono gli alleati di Mars all'epoca della prima guerra contro Saori Kido, reincarnazione di Atena. Definiti superiori ai Gold Saint, questi quattro guerrieri riuscirono persino a mettere in difficoltà i quattro Saint leggendari, prima di essere sigillati da Saori. Riportati in vita da Amor dei Pesci, i quattro vengono annientati definitivamente dai giovani Bronze Saint protagonisti.
- Romulus (ロムルス?, Romurusu) è il leader dei Quattro Re Celesti e possiede l'elemento terra. Il suo colpo segreto si chiama Cremito Lapis (クレミト・ルピス?, Kuremito Rupisu, lett. "Incenerimento della Roccia") e consiste nel creare una sfera esplosiva fatta di pietra e magma.[12] Il suo nome, invece, deriva da Romolo, leggendario fondatore di Roma insieme a Remo. È doppiato in originale da Ryōhei Arai.[139]

- Bacchus (バッカス?, Bakkasu) è il più possente del quartetto e possiede l'elemento acqua. Il suo nome deriva dalla divinità romana Bacco. È doppiato in originale da Keiji Hirai.[140]

- Diana (ディアーナ?, Diāna) è l'unica donna del quartetto e possiede l'elemento vento. Il suo colpo segreto si chiama Lightning Magis (ライトニング マジック?, Raitoningu Majikku, lett. "Grande Fulmine"), ovvero una scarica elettrica.[12] Il suo nome deriva dalla divinità romana Diana. È doppiata in originale da Umeka Shōji.[141]

- Vulcanus (ウゥルカーヌス?, Wurukānusu) possiede l'elemento fuoco e il suo colpo segreto si chiama Valse des Flammes (ヴァルス・デ・フラム?, Varusu de furamu, lett. "Valzer delle Fiamme"), ovvero una sfera di fuoco.[12] Il suo nome deriva dalla divinità romana Vulcano. È doppiata in originale da Kōta Nemoto.[142]

### Abzu
Abzu (ア プ ス?, Apusu), chiamato anche Apzu, è il Dio primordiale dell'Oscurità. Approfittando di un conflitto in corso tra Mars e Atena, Medea invocò l'oscurità di Abzu, facendola cadere sulla Terra sotto forma di un meteorite di puro cosmo di tenebra. Atena riuscì ad arrestarlo, ma non poté impedire all'oscurità di invadere Mars e contagiare anche un neonato di nome Koga. Alimentato dall'odio e dal rancore di Mars, Abzu iniziò a risiedere nella sua armatura, chiamata Galaxy, e gli fornì nuovi poteri, come la capacità di menomare Atena e i suoi Saint leggendari con ferite di tenebra che impedivano loro di espandere il cosmo, e di assorbire Seiya, primo paladino della Dea.
Durante la battaglia alle dodici case, l'oscurità di Abzu viene inserita prima nel corpo di Amor dei Pesci, fratello di Medea, e poi in quello di Koga, permettendo ad Abzu di risorgere e affermare la propria volontà. Poco prima di uccidere Atena, però, Abzu viene ostacolato da Seiya che, insieme a Yuna, riesce a scacciarlo dal corpo di Koga. Deciso a non lasciarsi sconfiggere proprio quando era a un passo dalla vittoria, la divinità raccoglie tutta la propria oscurità per creare una dimensione di tenebre, ed espanderla al punto da oscurare persino il sole. Rapisce poi Atena, trascinandola nel suo regno per ucciderla, ma Koga lo insegue e, dopo una dura battaglia, riesce a disintegrare la divinità malvagia una volta per tutte.

### Pallas
Pallas (パラス?, Parasu) è la dea dei Pallasiti, oltre che sorella di Atena. La sua figura s'ispira a quella dell'omonima ninfa uccisa da Atena durante un allenamento in gioventù. Nella serie, Pallas rinasce come bambina in una discarica poco dopo la sconfitta di Mars e Apsu. Seiya viene inviato a ucciderla, ma esita quando si trova davanti una bambina, e permette a Titan, Pallasite di prima classe, di proteggerla e portarla via. Titan inoltre fa comparire due braccialetti, uno sul polso di Atena e uno su quello di Pallas: per circa un anno, avrebbero sottratto il cosmo della prima per rivitalizzare e far crescere la seconda, fino al punto in cui Atena sarebbe morta.
Con l'aiuto dei quattro Pallasiti di prima classe, Pallas si circonda di un esercito di guerrieri, dichiarando guerra ad Atena. Gelosa per essere stata messa in disparte a favore degli esseri umani, Pallas affronta Atena in una durissima battaglia corpo a corpo, ma alla fine decide di redimersi, lasciandosi alle spalle i torti del passato e riconciliandosi con la sorella. Nell'epilogo della serie parte per un viaggio in giro per il mondo in compagnia di Titan.
Proprio come Atena, anche Pallas possiede una speciale armatura e, nel corso delle battaglie, impugna la spada Eigō Rinbu (永刧輪舞?, Eigou Rinbu) capace di manipolare il tempo e lo spazio. È doppiata in originale da Hiromi Tsuru.

### Saturn
Saturn (サターン?, Satān) è il dio del tempo, oltre che il vero capo dei Pallasiti (essendo colui che si cela dietro le azioni di Pallas). Al fine di osservare l'umanità da vicino, si è reincarnato in un ragazzo umano, Subaru (昴?, Subaru), cancellando nel processo i suoi ricordi e diventando, dopo la sconfitta di Mars e Abzu, amico di Koga e dei protagonisti, conquistando dapprima il grado di Steel Saint e poi quello di Bronze Saint di Equuleus. Durante la guerra tra Atena e Pallas, Subaru si ritrasforma in Saturno grazie al cosmo che Europa sottrae ad Atena e Pallas. Dopo aver riacquistato il suo vecchio sé, dichiara quindi che l'umanità non merita più di rimanere sulla Terra e usa i suoi poteri per congelare tutti i suoi abitanti, prima di ritirarsi nel suo palazzo celeste. Durante la battaglia contro Koga, Saturn alla fine ricorderà il tempo passato come Subaru, e, rivedendo la sua visione sugli uomini, decide di abbandonare la Terra, promettendo però un giorno di tornare. 
Divinità estremamente potente, grazie al suo potere sul tempo può rigenerare in eterno sia il suo corpo sia la propria corazza. Quindi anche se ferito o danneggiato non può essere però distrutto in nessun modo.

## Altri

### Pallasite
I Pallasite (刻闘士?, Parasaito) sono l'esercito agli ordini della dea Pallas. Indossano armature chiamate Chronotectors (刻衣?,  Kuronotekuta) e hanno la capacità di "rubare", attraverso la tecnica chrono deleyer, il tempo alle persone (pietrificandole).
Sono suddivisi in quattro classi:
| N. | Pallasite      | Arma                       | Classe         |
| -- | -------------- | -------------------------- | -------------- |
| 1  | Titan          | Tenchihōmetsuzan           | Prima classe   |
| 2  | Hyperion       | Tenchihōmetsuzan           | Prima classe   |
| 3  | Gallia         | Bushinkōrinken             | Prima classe   |
| 4  | Aegaeon        | Jūbakuraizanba             | Prima classe   |
| 5  | Dione          | Frusta "Snake Plasma"      | Seconda classe |
| 6  | Rhea           | "Perfect Pawn"             | Seconda classe |
| 7  | Europa         | Chakram "Slash Reaper"     | Seconda classe |
| 8  | Aegir          | Guanto "Phantom Arm"       | Seconda classe |
| 9  | Surt           | Gioiello "Mystic Stone"    | Seconda classe |
| 10 | Paradox        | Scettro "Scarlet Janus"    | Seconda classe |
| 11 | Tokisada       | Orologio "Death Watch"     | Seconda classe |
| 12 | Tarvos         | Morgenstern "Star Crusher" | Terza classe   |
| 13 | Loge           | Lancia "Brionac"           | Terza classe   |
| 13 | Ymir e Metone  | Artiglio "Max Brillant"    | Terza classe   |
| 14 | Halimede       | Triple Bar                 | Terza classe   |
| 15 | Hati           | Pugnale                    | Terza classe   |
| 16 | Tebe           | Martello "Demon Impact"    | Terza classe   |
| 16 | Cyrene e Greip | Falce "Soul Killer"        | Terza classe   |
| 17 | Eden           | Clava "Impulse Mace"       | Terza classe   |
| 18 | Mira           | Guanto "Alchemy Glove"     | Sconosciuta    |

#### Prima classe
La prima classe, chiamata in originale Ikkyū Pallasites (一級パラサイト?, Ikkyū Parasaito), è composta da soli quattro componenti, noti anche come Quattro Re Celesti (四天王（してんのう?, Shitennō), la cui forza è pari a quella di tre Gold Saint. Rappresentano l'élite dell'esercito di Pallas, anche se segretamente sono al servizio di Saturno. A differenza degli altri Pallasite, i Quattro Re Celesti possiedono delle Spade Sacre, donate da Saturno, e degli speciali Chronotectors. 

##### Titan
Titan (ガリア?, Garia) è un Palassite di prima classe, possessore della spada Tenjinsōseiken (天神創世剣?? lett. Spada della Genesi del Dio Celeste). È inizialmente fedele al dio Saturno, il quale gli ha ordinato di comandare l'esercito e fingere obbedienza a Pallas, allo scopo però di sfruttarla e infine sacrificarla per uccidere Atena. Nel prosieguo della serie, tuttavia, decide di tradire Saturno, giurando fedeltà a Pallas e combattendo al suo fianco nella lotta contro i Saint di Atena. Dopo la riconciliazione tra Atena e Pallas, Titan si schiera dalla parte dei protagonisti e dona il suo cosmo a Koga, impegnato a combattere contro Saturno. Nell'epilogo della serie, Saturno si arrende e lascia la Terra nelle mani degli umani, mentre Titan decide di continuare a vegliare su Pallas, pentita per le sue azioni passate.
Titan indossa la Genesistector, una Chronotector che copre interamente il suo corpo, in percentuale paragonabile alle armature d'oro, e riprende i segni zodiacali Gemelli, Vergine e Sagittario. Titan è armato di una delle quattro spade sacre donate da Saturno, per la precisione da Tenchihōmetsuzan, e può utilizzare tre tecniche, il Gigant Impact (ギガントインパクト?, Giganto inpakuto) il Satellite Crusher (サテライト クラッシャー?, Sateraito Kurasshā) e il Sateraito Kurasshā Gigantic Planet End (ギガンティック・プラネット・エンド?, Gigantikku Puranetto Endo), che gli permettono di creare e lanciare potenti sfere di energia. È doppiato in originale da Eiji Takemoto, mentre il suo nome deriva dall'omonimo satellite di Saturno.

##### Hyperion
Hyperion (ハイペリオン?, Haiperion) è il più forte tra i Palassite di prima classe, possessore della spada Tenchihōmetsuzan (天地崩滅斬?? lett. Fendente del Completo Annientamento di Cielo e Terra). È fedele al dio Saturno, il quale gli ha ordinato di comandare l'esercito e fingere obbedienza a Pallas, allo scopo però di sfruttarla e infine sacrificarla per uccidere Atena. Durante la guerra tra Atena e Pallas, Hyperion scende in battaglia in molte occasioni, scontrandosi infine con i giovani Bronze Saint protagonisti. Inizialmente pare che la situazione volga a favore del Pallasite, ma i protagonisti riescono a risvegliare l'Omega supremo e a sconfiggere definitivamente il loro avversario.
Hyperion indossa la Destructiontector, una Chronotector che copre interamente il suo corpo, in percentuale paragonabile alle armature d'oro, e riprende i segni zodiacali Ariete, Toro e Leone. Hyperion è armato di una delle quattro spade sacre donate da Saturno, per la precisione da Tenchihōmetsuzan, con cui può usare il Chrono Destruction (クロノ・ディストラクション?, Kurono Dēsutorakushon) per fermare il tempo. Senza la spada può utilizzare due attacchi: lo Shock of Destruction (ショック・オブ・ディストラクション?, Shocku obu dēsutorakushon), una potente tecnica distruttiva che consente anche di moltiplicare il proprio corpo, e la Chrono Catastrofe (クロノカタストロフ?, Kurono katasūtorophe), che gli permette di cancellare i propri avversari. È doppiato in originale da Takaya Kuroda, mentre il suo nome deriva dall'omonimo satellite di Saturno.

##### Gallia
Gallia (ガリア?, Garia) è una Palassite di prima classe, possessore della spada Bushinkōrinken (武神光臨剣?? lett. Manifestazione del Dio della Guerra). È fedele al dio Saturno, il quale gli ha ordinato di comandare l'esercito e fingere obbedienza a Pallas, allo scopo però di sfruttarla e infine sacrificarla per uccidere Atena. Dopo aver sconfitto diversi Gold Saint, Gallia perde la vita contro i cinque protagonisti, i quali riescono a potenziare i loro cosmi fino ad avvicinarsi a Omega, il cosmo perfetto. Rapidamente soverchiata dalla nuova forza degli avversari, in grado prima di danneggiare la Photontector e poi persino di spezzare la sua spada sacra. Gallia viene infine annientata da Koga con il Pegasus Rolling Crush.
Gallia indossa la Photontector, una Chronotector che copre interamente il suo corpo, in percentuale paragonabile alle armature d'oro, e riprende i segni zodiacali Cancro, Pesci e Acquario. Gallia è armata di una delle quattro spade sacre donate da Saturno, per la precisione da Bushinkōrinken che è la fonte principale dei suoi attacchi, il primo dei quali è il Light of Genesis (ライト・オブ・ジェネシス?, Raito obu Jeneshisu), con cui genera una serie di cerchi dorati concentrici che si espandono nel suolo in tutte le direzioni, fino a intrappolare i nemici in colonne di energia e torturarli con scariche elettriche, fino a ucciderli. Il secondo colpo segreto è l'Hiten Daisenko (飛天大閃光（ひてんだいせんこう?, Hiten Daisenkō), che Gallia considera la sua tecnica più potente, ovvero una grossa esplosione concentrica, ottenuta dopo aver concentrato il cosmo per poi lasciarlo detonare. È doppiata in originale da Wakana Yamazaki, mentre il suo nome deriva dall'omonimo asteroide del sistema solare.

##### Aegaeon
Aegaeon (アイガイオン?, Aigaion) è un Pallasite di prima classe, possessore della spada Jūpakuraizanba (重爆雷斬刃?? lett. Lama tagliente del bombardamento del fulmine). È fedele al dio Saturno, il quale gli ha ordinato di comandare l'esercito e fingere obbedienza a Pallas, allo scopo però di sfruttarla e infine sacrificarla per uccidere Atena. Pur considerato dai compagni come il più debole del gruppo, si mostra in grado di tenere testa ai Saint leggendari, sconfiggendo Shun di Andromeda e combattendo alla pari con Ikki, che riesce a distruggergli la Jūpakuraizanba. Nell'epilogo della battaglia, Aegaeon concentra il cosmo nel pugno, scontrandosi con quello di Ikki. L'impatto dei due colpi crea un'energia che inghiotte e uccide apparentemente i due nemici. In realtà, come si scopre successivamente, Ikki è sopravvissuto, poiché Aegaeon, colpito dall'altruismo e dal valore del suo avversario, gli ha permesso di tornare sulla Terra a costo della sua vita.
Aegaeon indossa la Gravitontector, una Chronotector che copre interamente il suo corpo, in percentuale paragonabile alle armature d'oro, e riprende i segni zodiacali Bilancia, Scorpione e Capricorno. Aegaeon è armato di una delle quattro spade sacre donate da Saturno, per la precisione da Jūbakuraizanba che è la fonte principale dei suoi attacchi e gli permette di controllare i fulmini e la gravita. Tramite la spada, Aegaeon può schiacciare i nemici a terra, colpirli con saette dal cielo, sferrare raggi di energia e parare colpi segreti. È doppiato in originale da Hisao Egawa, mentre il suo nome deriva dall'omonimo satellite di Saturno.

#### Seconda classe
La seconda classe, chiamata in originale Nikyū Pallasites (二級パラサイト?, Nikyū Parasaito) è composta da sette membri, forti abbastanza da mettere in difficoltà i Gold Saint. Nel gruppo sono presenti anche Tokisada e Paradox, rispettivamente ex Gold Saint dell'Acquario e dei Gemelli. 

##### Dione della Frusta "Snake Plasma"
Dione della Frusta "Snake Plasma" (ウィップスネークプラズマのディオネ?, Uippu Sunēku Purazuma no Dione) è un Pallasite di seconda classe, incaricato di recarsi in Jamir, in Asia, per uccidere Kiki dell'Ariete, l'unico Saint in grado di riparare le armature danneggiate o distrutte. Raggiunta la torre del nemico, Dione rimane sorpreso dalla potenza del cosmo del Gold Saint ed è costretto quasi subito alla fuga. Tempo dopo, durante la battaglia a Pallas Belda, città conquistata dai Pallasite, decide di vendicarsi di Kiki, attaccandolo mentre quest'ultimo era intento a riparare le armature danneggiate. Spazzati via gli Steel Saint di guardia con la Snake Plasma, Dione affronta nuovamente il Gold Saint, che lo uccide con la Starlight Extinction.
Dione rientra nella categoria di Pallasite che si affidano totalmente alla propria arma, in questo caso la frusta Snake Plasma (スネーク・プラズマ?, Sunāku Purazuma). Quest'ultima ha il manico solido, ma la parte di corda è formata da energia al punto da ricordare graficamente le spade laser della serie Guerre Stellari. In condizioni normali, sembra impotente su un'armatura d'oro, ma Dione può caricarla al massimo usando la Snake Plasma Full Power (スネーク・プラズマ・フル・パワー?, Sunēku Purazuma Furu Pawā). In questa forma, la frusta si gonfia di energia, concentrata in particolare sulla punta e, a detta dei Bronze Saint, potrebbe essere fatale persino per un Gold Saint. È doppiato in originale da Miura Sachi, mentre il suo nome deriva dall'omonimo satellite di Saturno.

##### Rhea dei Servi "Perfect Pawn"
Rhea dei Servi "Perfect Pawn" (サーバント パーフェクト・ポーン の レア?, Sābanto Pāfekuto Pōn no Rea) è il più potente Palassite di seconda classe. Appare per la prima volta salvando Hati da Koga in Giappone, per poi riapparire durante la battaglia a Pallas Belda, città conquistata dai Pallasite. In questa occasione affronta il leggendario Shiryu della Bilancia, che lo sconfigge con il Rozan Shoryu Ha.
In battaglia, Rhea è in grado di controllare dei pupazzetti, chiamati Perfect Pawn (パーフェクト・ポーン?, Pāfekuto Pōn), che usa per attaccare i propri avversari. La sua arma più potente è però la lancia di Gáe Bulg (ゲイボルグ?, Geiborugu), presente nel braccio dello stesso Pallasite (simile alla spada Excalibur di Shura e Shiryu). Facendo affidamento sul Perfect Pawn e sulla Gáe Bulg, Rhea è in grado di usare una tecnica nota come Gae Bolg Kage no Yari (ゲイボルグ影の槍?, Geiborugu Kage no Yar), con la quale inganna il proprio avversario con uno dei suoi pupazzetti per poi colpirlo a sorpresa con la sua lancia. È doppiato in originale da Takagi Motoki, mentre il suo nome deriva dall'omonimo satellite di Saturno.

##### Europa del Chakram "Slash Reaper"
Europa del Chakram "Slash Reaper" (チャクラム スラッシュ・リーパーのエウロパ?, Chyakuramu Surasshu Rīpā no Europa) è un Palassite di seconda classe, dotato di un doppio look, basato su incroci di colori blu e rosso (sia per la sua armatura sia i per i suoi capelli e occhi). Personaggio ambiguo e manipolatore, inizialmente cerca di portare invano Eden dalla parte dei Pallasite, offrendogli in cambio di resuscitare coloro che ama (i suoi genitori, Sonia e Aria). Durante la guerra tra Atena e Pallas, Europa assorbe i poteri delle due dee attraverso l'Uroboro, l'anello dei due serpenti, risvegliando così il suo signore Saturno. Poco dopo affronta Shun di Andromeda, il quale lo indebolisce colpendolo con la Nebulosa Storm. A dargli il colpo di grazie sarà però Titan, che userà su di lui la Gigantic Planet End, disintegrandolo.
Europa rientra nella categoria di Pallasite che si affidano totalmente alle proprie armi, ovvero dei chakram (cerchi rotanti dotati di lame) chiamati Slash Reaper (スラッシュ・リーパー ?, Surasshu Rīpā). Lanciando i suoi chakram può utilizzare il Terrible Slash (テリブル・スラッシュ, Teriburu Surasshu per sferrare attacchi d'energia agli avversari. A differenza degli altri Pallasite, inoltre, dispone di una doppia armatura. È doppiato in originale da Issei Futamata.

##### Aegir del Guanto "Phantom Arm"
Aegir del guanto "Phantom Arm" (ガントレット ファントム・アームのエーギル?, Gantoretto Fantomu Āmu no Ēgiru) è un Palassite di seconda classe, inviato ad attaccare la Palaestra. In quest'occasione si scontra con Genbu della Bilancia, da cui viene messo in difficoltà. A un passo dalla sconfitta, Aegir riceve da Hyperion la spada sacra Cataclysm Slash, con cui riesce a ribaltare le sorti della battaglia. Nel prosieguo della battaglia, Genbu decide di sacrificare la sua vita pur di distruggere la spada impugnata da Aegir, che viene successivamente battuto da Koga con il RyuseiKen. In seguito, durante la battaglia a Pallas Belda, città conquistata dai Pallasite, Aegir si ritrova a fronteggiare un gruppo di Steel Saint. A sconfiggerlo definitivamente è Jabu dell'Unicorno con la sua tecnica speciale, l'Unicorn Gallop.
Aegir rientra nella categoria di Pallasite che si affidano totalmente alla propria arma, ovvero il guanto Phantom Arm (ファントム・アーム?, Fantomu Āmu), in grado di potenziare i poteri psichici intrinseci delle persone. Il termine preciso usato in originale per descriverla è gauntlet, parola che indica i guanti metallici delle corazze, per differenziarli da quelli di stoffa che si indossano normalmente. Grazie al suo guanto, Aegir può usare diverse tecniche, come lo Psionic Hand (サイオニク・ハンド?, Saioniku Hando), che consiste nel creare una barriera difensiva, il Phantom Claw (ファントム・クロウ?, Fantomu Kurō), che consiste nell'imprigionare l'avversario in una gabbia psichica, stringendola sempre di più per schiacciarlo, e il Phantom Burst (ファントム・バースト?, Fantomu bāsuto), ovvero una sfera di energia. Utilizzando la spada sacra Cataclysm Slash (天地崩滅斬?, Tenchihōmetsuzan), Aegir può fermare il tempo, pietrificando tutti gli avversari presenti sul campo di battaglia. Inoltre, con un frammento della spada sacra, riesce a potenziare il suo guanto, rendendolo il Phanton Arm of Hyperion, per usare il Tenchihōmetsuzan Great Destruction (天地崩滅斬グレート・ディストラクション?, Tenchihōmetsuzan Gurēto Dēsutorakushon) e il Great Destruction (variante della tecnica precedente), con cui può in entrambi i casi generare un campo di forza per schiacciare i suoi avversari. È doppiato in originale da Sōta Arai, mentre il suo nome deriva dall'omonimo satellite di Saturno.

##### Surt del Gioiello "Mystic Stone"
Surt del Gioiello "Mystic Stone" (水晶 玉 ミ ス テ ィ ッ ク · ス ト ー ン の ス ル ト?, Hōseki Misutikku Sutōn no Suruto) è un Palassite di seconda classe, che viene sconfitto da Shun di Andromeda durante la guerra tra Atena e Pallas.
Surt rientra nella categoria di Pallasite che si affidano totalmente alla propria arma, in questo caso il gioiello Mystic Stone (ミスティック・ストーン?, Misutikku Sutōn). Attraverso questo artefatto è in grado di usare due tecniche: il Cosmo Rflect (コ ス モ · リ フ フ レ ト ト?, Kosumo Rifurekuto), in grado di creare una barriera che riflette gli attacchi nemici e il Cosmo Conduction (コスモ·コンダクション?, Kosumo Kondakushon), con cui può creare raggi di cosmo e indirizzarli contro il nemico. È doppiato in originale da Seirō Ogino, mentre il suo nome deriva dall'omonimo satellite di Saturno.

#### Terza classe
La terza classe, chiamata in originale Sankyū Pallasites (三級パラサイト?, Sankyū Parasaito), è quella più numerosa, essendo composta da dieci membri capace di mettere in difficoltà i Silver Saint. Nei dieci è presente anche Eden, infiltratosi nell'esercito come spia. 

##### Tarvos del Morgenstern "Star Crusher"
Tarvos del Morgenstern "Star Crusher" (モーニング スタスター・クラッシャーのタルヴオス?, Mōningu suta Sutā Kurasshā no Taruvosu) è un Pallasite di terza classe. Possente e muscoloso, oltre che in possesso di una personalità spietata (egli afferma di provare piacere nel distruggere, indipendentemente dalle vite degli altri) viene inviato a uccidere Koga di Pegasus. Dopo aver messo in difficoltà il giovane Saint, il gigantesco Pallasite inizia a colpire Subaru e Tatsumi, scatenando la rabbia di Koga. Dopo aver indossato l'armatura, il giovane Saint si lancia alla carica, mettendo rapidamente in crisi Tarvos e frantumandone la punta della mazza chiodata, in grado di allungarsi per colpire a distanza. Senza dargli tregua, disegna poi le tredici stelle e sferra il RyuseiKen, sconfiggendo il nemico e costringendolo alla fuga. Tempo dopo, durante la battaglia a Pallas Belda, città conquistata dai Pallasite, s'imbatte nuovamente in Koga, che lo sconfigge ancora una volta. I due avversari si ritrovano più tardi e questa volta Pegasus riesce a uccidere Tarvos una volta per tutte, nonostante il Pallasite indossasse una chronotechtor potenziata.
L'arma di Tarvos si chiama Star Crucher (スター・クラッシャー?, Sutā Kurasshā), ovvero una mazza chiodata, conosciuta anche con il nome di "stella del mattino" (in inglese morning star), dotata di più aculei. L'arma possiede una corda o catena tra l'asta e la sfera, che permette di allungarla per colpire a distanza. Attraverso la sua Star Crucher, Tarvos può utilizzare le seguenti tecniche: l'Iron Meteor (アイアン・メテオ?, Aian Meteo), ovvero un'onda d'urto creata sbattendo la sua mazza per terra, e l'Iron Meteor Striker (アイアン・メテオ・ストライカー?, Aian Meteo Sutaraikā), con la quale concentrata il suo cosmo sulla Star Crucher per poi gettarla contro il suo nemico. Dopo essere stato sconfitto da Koga, che gli ha distrutto la Star Crucher, Tarvos torna con una nuova mazza, chiamata Hyper Star Crusher, con la quale può realizzare altre due nuove tecniche: l'Hyper Iron Meteor (ハイパーアイアンメテオ?, Haipā Aian Meteo), con la quale avvolge la sua arma nel fuoco, e l'Iron Meteor Bazooka (アイアン・メテオ・バズーカ?, Aian Meteo Bazūka), che gli permette di ingrandire la sua mazza. È doppiato in originale da Sōta Arai, mentre il suo nome deriva dall'omonimo satellite di Saturno.

##### Loge della Lancia "Brionac"
Loge della Lancia "Brionac" (スピアブリューナクのログ?, Supia Buriyūnaku no Roge) è un Pallasite di terza classe, inviato a Palaestra, l'accademia per i giovani Saint di Atena, allo scopo di uccidere gli apprendisti in addestramento. Durante questa vicenda si scontra con Koga, il quale lo sconfigge e lo costringe alla fuga. Tempo dopo, durante la battaglia a Pallas Belda, città conquistata dai Pallasite, tenta di vendicarsi affrontando Soma del Leone Minore, il quale lo sconfigge dopo una dura battaglia. Mortalmente ferito, prima di morire il Pallasite supplica le sue api di vendicarlo, e tale richiesta non cade inascoltata: l'ultimo Blast Bee Stinger uccide infatti Kelly, che si sacrifica per proteggere Soma.
Loge rientra nella categoria di Pallasite che si affidano totalmente alla propria arma, in questo caso il Brionac (ブリューナク?, Buryūnaku), che può essere usata come una comune lancia o sferrare raggi di energia. Infatti, attraverso la sua arma, Loge è in grado di eseguire una tecnica chiamata Needle Dance (ニードル・ダンス?, Nīdoru Dansu) una raffica di affondi e fendenti ad alta velocità mista a raggi di energia. In battaglia usa come armi anche le Pallasite Bee (パラサイト・ビー?, Parasaito Bī), api corazzate grandi quanto piccoli uccelli in grado di eseguire i suoi ordini, lanciare aculei o esplodere a contatto. Ben più pericoloso è il Blast Bee Stinger (ブラスト・ビー・スティンガー?, Burasuto Bī Sutingā), cioè un'ape più grande delle altre con notevole potenziale esplosivo. Si tratta della tecnica più pericolosa di Loge e tende ad agire con un attacco kamikaze, poggiandosi sul corpo del bersaglio ed esplodendo dopo un attimo. È doppiato in originale da Junichi Miyake, mentre il suo nome deriva dall'omonimo satellite di Saturno.

##### Ymir dell'Artiglio "Max Brillant"
Ymir dell'Artiglio "Max Brillant" (クロウマックスブリリアントのユミル?, Kurou Makusu Buririanto no Yumiru) è un Pallasite di terza classe, oltre che sorella gemella maggiore di Metone. Insieme al fratello viene inviato nello Jamir, allo scopo di assalire Yuna dell'Aquila. Una volta sconfitti da Yuna e Soma, i due fratelli riappaiono a Pallas Belda, città conquistata dai Pallasite, ritrovandosi nuovamente faccia a faccia con i due Saint di bronzo. In questa occasione, però, Ymir viene tradita dal fratello che usa un manufatto donatogli da Europe per assorbire i poteri della sorella, uccidendola. Dopo la sconfitta di Metone per mano dei protagonisti, lo spirito furente di Ymir si presenta davanti al fratello, uccidendolo per vendetta.
Identici fisicamente (eccetto per il colore degli occhi e dei capelli), Ymir e Metone utilizzano in battaglia una specie di artiglio montato direttamente sui bracciali chiamato Max Brillant (ッドネス・クロー?, Maddonesu Kuro). Inoltre, insieme al fratello, può generare un tornado e indirizzarlo verso il nemico attraverso la tecnica nota come Twin Madness Claw (ツイン・マッドネス・クロー?, Tsuin Maddonesu Kuro). È doppiata in originale da Rie Todzuka, mentre il suo nome deriva dall'omonimo satellite di Saturno.

##### Metone dell'Artiglio "Max Brillant"
Metone dell'Artiglio "Max Brillant" (クロウマックスブリリアントのメトネ?, Kurou Makusu Buririanto no Metone) è un Pallasite di terza classe, oltre che fratello gemello minore di Ymir. Insieme alla sorella viene inviato nello Jamir, allo scopo di assalire Yuna dell'Aquila. Una volta sconfitti da Yuna e Soma, i due fratelli riappaiono a Pallas Belda, città conquistata dai Pallasite, ritrovandosi nuovamente faccia a faccia con i due Saint di bronzo. In questa occasione, Metone decide di tradire Ymir e usa un manufatto donatogli da Europe, la clessidra Anti-Limit, per assorbire i poteri della sorella, uccidendola. Nonostante incrementi molto la sua forza, Metone viene nuovamente sconfitto. Solo tra le fiamme, il Pallasite vede davanti a sé lo spirito della sorella, che si muta in un demone e lo uccide per vendicarsi, svanendo insieme a lui.
Identici fisicamente (eccetto per il colore degli occhi e dei capelli), Ymir e Metone utilizzano in battaglia una specie di artiglio montato direttamente sui bracciali chiamato Max Brillant (ッドネス・クロー?, Maddonesu Kuro). Singolarmente può creare un tornado blu e scagliarlo contro il nemico attraverso la tecnica Madness Claw (マッドネス・クロー?, Maddonesu Kuro). Insieme a Ymir, inoltre, può utilizzare il Twin Madness Claw (ツイン・マッドネス・クロー?, Tsuin Maddonesu Kuro) per creare un tornado ancora più potente. Alla sua seconda apparizione, Metone utilizza la clessidra Anti-Limit, assorbendo con essa il cosmo e la vita di Ymir fino a ucciderla. La clessidra Anti-Limit muta Methone in una specie di ibrido tra lui e la sorella, con capelli e armatura bicolore, aumentandogli i poteri. In questa forma può utilizzare una nuova tecnica chiamata Death Claw (デス・クロウ?, Desu Kurou), con la quale crea raggi di energia attraverso i suoi artigli. È doppiato in originale da Kōta Nemoto, mentre il suo nome deriva dall'omonimo satellite di Saturno.

##### Halimede di "Triple Bar"
Halimede di "Triple Bar" (トリプルロッドのハリメデ?, Toripuru Roddo no Harimede) è un Pallasite di terza classe. Egoista per natura, ritiene gli esseri umani colpevoli di uccidersi tra loro e indegni di essere protetti, e disprezza qualsiasi forma di legame, amicizia o sentimento, ritenendo che la forza potesse essere raggiunta solo da soli, lasciandosi alle spalle tutto il resto. Viene inviato ai Cinque Picchi per uccidere Ryuho del Dragone. Durante la battaglia riesce a mettere in difficoltà il giovane Saint, ma commette l'errore di attaccarne la madre, Shunrei. Questo gesto, infatti, scatena la rabbia di Ryuho che, dopo aver fatto evolvere la sua vecchia armatura, sconfigge senza troppe difficoltà il Pallasite, obbligandolo a fuggire. Tempo dopo, Halimede riappare a Pallas Belda, città conquistata dai Pallasite, affrontando prima Shun di Andromeda e poi successivamente Subaru, che riesce a sconfiggerlo definitivamente.
Halimede rientra nella categoria di Pallasite che si affidano totalmente alla propria arma, in questo caso la Triple Bar, ovvero una barra tripunte con la quale è in grado di eseguire due tecniche: il Flail Shooter (フレイル・シューター?, Fureiru Shyūtā), che gli permette di moltiplicare la sua arma, e il Triple Disaster (トリプル・ディザスター?,  Toripulu Dezasutā), ovvero un vortice di vento e cosmo. Con la barra tripunte originale distrutta da Shun, Halimede ne riceve una nuova da Titan, il Phantom Eater (ファントム・イーター?, Fantomu Ītā), che lo rende decisamente più potente, cosa evidente nei nuovi colpi segreti. Il primo tra essi è il Brutal Phantom (ブルータル・ファントム?, Burūtaru Fantom), un lugubre teschio di energia lanciato facendo scattare l'arma in avanti. Il suo ultimo e più potente colpo segreto è il Phantom Scream (ファントム・スクリーム?, Fantomu Sukurīmu), una specie di combinazione delle tecniche precedenti, in cui prima fa ruotare l'arma al massimo e poi la lancia sopra la testa, trasformandola in un teschio più grande che, urlando, vola contro il bersaglio. È doppiato in originale da Hiromu Miyazaki.

##### Hati del Pugnale
Hati del Pugnale (ダガーのハティ?, Dagā no Hati) è un Pallasite di terza classe, inviato a uccidere Haruto del Lupo. Nel corso della battaglia ha la peggio contro l'avversario, ma viene salvato all'ultimo istante da Rhea, Pallasite di seconda classe. In seguito, dopo aver assalito un campo di allenamento di Steel Saint e aver ucciso uno di questi, Erna, Hati si scontra prima con Subaru e infine con Celeris che, sacrificando la sua vita, riesce a eliminare una volta per tutte il malvagio Pallasite.
Hati compare anche nel capitolo 3 del manga di Saint Seiya Omega. Durato un solo volume, riprende gli eventi salienti della seconda stagione con varie modifiche: in questo caso Hati è presente solo per poche pagine, durante le quali sconfigge Subaru ma viene a sua volta battuto da Koga.
Hati rientra nella categoria di Pallasite che si affidano totalmente alla propria arma, in questo caso dei pugnali, con cui può utilizzare diverse tecniche. La prima mossa speciale è la Bloody Rain (ブラッディ・レイン?, Buraddi Rein), una pioggia di pugnali che esplodono a contatto con il bersaglio. La seconda è il Bloody Dagger (ブラッディ・ダガー?, Buraddi Daga), praticamente una versione più concentrata del colpo precedente, con cui Hati scaglia un numero minore di pugnali dalle dimensioni intermedie, avvolgendoli nel suo cosmo. Il terzo colpo segreto è la Bloody Storm (ブラッディ・ストーム?, Buraddi Suto-Mu), che consiste nel lanciare un numero ancora maggiore di pugnali verso il nemico. L'ultima tecnica è invece il Bloody Hurricane (ブラッディ・ハリケーン?, Buraddi Harikēn), in cui Hati concentra i pugnali a formare due grandi spade, le solleva sopra la testa e ruota il suo stesso corpo come un turbine, volando verso il nemico con le armi in avanti. Inoltre, Hati possiede un udito incredibilmente fine, tale da percepire persino i semplici movimenti dei muscoli in un organismo (e quindi prevenire i movimenti degli avversari). È doppiato in originale da Hiroshi Okamoto, mentre il suo nome deriva dall'omonimo satellite di Saturno.

##### Tebe del Martello "Demon Impact"
Tebe del Martello "Demon Impact" (ハンマー デーモン・インパクトのテーベ?, Hanmā Dēmon Inpakuto no Tēbe) è un Pallasite di terza classe. Fisicamente simile a Zelos, Tebe viene caratterizzato come il tipico personaggio viscido, forte solo con chi percepisce debole. Dopo essere stato sconfitto da Eden, che si era infiltrato nelle file dei Pallasite come spia, viene inviato ad attaccare la Palaestra, dove però viene costretto alla ritirata da Genbu della Bilancia. In seguito, durante la lotta a Pallas Belda, città conquistata dai Pallasite, viene ucciso definitivamente da Eden.
Tebe rientra nella categoria di Pallasite che si affidano totalmente alla propria arma, in questo caso il martello Demon Impact (デーモン・インパクト?, Dēmon Inpakuto), con cui può utilizzare diverse tecniche: il Gigantic Meteor (ギガンティック・メテオ?, Gigantikku Meteo), con cui fa cadere meteoriti di varie dimensioni, il Demon's Hammer (デーモンズ・ハンマー?, Demonzu Hanma), con cui genera una sfera di energia, e infine Gigantic Asteroid (ギガンティック・アステロイド?, Gigantikku Asuteroido), con cui può far cadere un gigantesco asteroide. È doppiato in originale da Yūsuke Numata.

##### Cyrene della Falce "Soul Killer"
Cyrene della Falce "Soul Killer" (デスサイスソウルキラーのキュレーネ?, Desu Saisu Soure Kirā no Kyurēne) è un Pallasite di terza classe, fratello gemello maggiore di Greip. Da sempre in competizione con il fratello, Cyrene è dotato di una personalità morbosa, tendente al macabro, e non ha alcuna fiducia nei legami umani, ritenendo che la natura dell'uomo spinga al tradimento e all'egoismo. Insieme al fratello viene inviato a uccidere Haruto del Lupo, ma entrambi vengono sconfitti e costretti alla ritirata dal giovane Steel Saint Subaru. Tempo dopo, i due fratelli riappaiono a Pallas Belda, città conquistata dai Pallasite, scontrandosi ancora una volta con Subaru, appena promosso a Bronze Saint di Equuleus, che li uccide definitivamente con la propria Supernova Explosion.
Cyrene rientra nella categoria di Pallasite che si affidano totalmente alla propria arma, in questo caso la falce Soul Killer (ソウル・キラー?, Sōru Kirā), ma a differenza degli altri solitamente sfrutta anche la collaborazione del fratello gemello Greip. Con la Soul Killer, Cyrene esegue soprattutto fendenti, usando sia la lama vera e propria sia lo spostamento d'aria o il cosmo per ferire il nemico. Il primo dei suoi colpi segreti è lo Storm Cutter (ストームカッター?, Sutōmu Kattā), una fitta raffica di fendenti di energia sferrati attraverso la lama della falce, cui segue uno fisico con l'arma vera e propria. Più pericolosa è la Devil Execution (デビル・エクスキューション?, Debiru Ekusukyūshon), un tornado che Cyllene esegue ruotando la Soul Killer ad alta velocità, e che può dirigere contro un bersaglio. Infine, Cyrene si unisce a Greip per eseguire la loro tecnica più potente, la Devil Twin Tempest (デビルツインテンペスト?, Debiru Tsuin Tenpesuto). Anche in questo caso si tratta di un vortice, ma i gemelli ora ruotano i loro stessi corpi e si lanciano contro il nemico dall'interno del turbine, circondandosi di raffiche di vento e scariche di energia. È doppiato in originale da Atsushi Kisaichi.

##### Greip della Falce "Soul Killer"
Greip della Falce "Soul Killer" (デスサイスソウルキラーのグレイブ?, Desu Saisu Soure Kirā no Gureibu) è un Pallasite di terza classe, fratello gemello minore di Cyrene. Da sempre in competizione con il fratello, Greip è dotato di una personalità morbosa, tendente al macabro, e non ha alcuna fiducia nei legami umani, ritenendo che la natura dell'uomo spinga al tradimento e all'egoismo. Insieme al fratello viene inviato a uccidere Haruto del Lupo, ma entrambi vengono sconfitti e costretti alla ritirata dal giovane Steel Saint Subaru. Tempo dopo, i due fratelli riappaiono a Pallas Belda, città conquistata dai Pallasite, scontrandosi ancora una volta con Subaru, appena promosso a Bronze Saint di Equuleus, che li uccide definitivamente con la propria Supernova Explosion.
Greip rientra nella categoria di Pallasite che si affidano totalmente alla propria arma, in questo caso la falce Soul Killer (ソウル・キラー?, Sōru Kirā), ma a differenza degli altri solitamente sfrutta anche la collaborazione del fratello gemello Cyrene. Con la Soul Killer, Greip esegue soprattutto fendenti, usando sia la lama vera e propria sia lo spostamento d'aria o il cosmo per ferire il nemico. Il primo dei suoi colpi segreti è la Devil Blizzard (デビル・ブリザード?, Debiru Burizādo), quasi del tutto identica alla Devil Execution del fratello: un tornado che Greip esegue ruotando la Soul Killer ad alta velocità, e che può dirigere contro un bersaglio. Infine, Greip si unisce a Cyrene per eseguire la loro tecnica più potente, la Devil Twin Tempest (デビルツインテンペスト?, Debiru Tsuin Tenpesuto). Anche in questo caso si tratta di un vortice, ma i gemelli ora ruotano i loro stessi corpi e si lanciano contro il nemico dall'interno del turbine, circondandosi di raffiche di vento e scariche di energia. È doppiato in originale da Daisuke Matsubara.

#### Quarta classe
La quarta classe, chiamata in originale Shikyū Pallasites (四級パラサイト?, Shikyū Parasaito), è composta dai soldati semplici, ovvero l'avanguardia dell'esercito di Pallas.

#### Classe sconosciuta

##### Mira del Guanto "Alchemy Glove"
Mira del Guanto "Alchemy Glove" (グローブ アルケミー・グローブのミラー?, Gurōbu Arukemī Gurōbu no Mirā) è un Pallasite di classe sconosciuta (階級不明パラサイト?, Kaikyū Fumei Parasaito). Alla sua prima apparizione afferma di non aver bisogno di corazze, aggiungendo che il suo unico desiderio è distruggere le armature dei Saint di Atena e rubarne le Cloth Stone per rendere più interessante quel noioso conflitto. Mira non combatte per Pallas ma per motivazioni personali e, nel prosieguo della serie, si scopre essere un fedele subordinato di Saturno. Insieme a Europa tenta di uccidere Atena e Pallas, ma entrambi vengono ostacolati dai Saint leggendari Hyoga e Shun. Mentre Europa si occupa di Shun, Mira affronta Hyoga che, al termine di un duro combattimento, riesce a sconfiggerlo e a ucciderlo con la Diamond Dust.
Mira rientra nella categoria di Pallasite che si affidano quasi totalmente alla propria arma, in questo caso il guanto Alchemy Glove (アルケミー・グローブ?, Arukemī Gurōbu). Grazie a questo guanto è in grado di usare una tecnica nota come Element Rejection (エレメント・リジェクション?, Eremento Rijekushon), che gli permette di fare a pezzi le armature nemiche. Tralasciando il suo guanto, Mira può moltiplicare la propria immagine e usare altre due tecniche: la prima si chiama Fire Wall (ファイヤー·ウォール?, Faiyā uōru), con la quale Mira crea un muro di fuoco, e infine l'Ultimate Rejection (アルティメット リジェクション?, Arutimeto Rijekushon), ovvero una potente sfera di energia che il Pallasite scaglia sui propri avversari. È doppiato in originale da Yuji Ueda.